# ニュースステーション
『ニュースステーション』（英語: NEWS STATION）は、1985年（昭和60年）10月7日から2004年（平成16年）3月26日まで、テレビ朝日系列（ANN）で平日（祝日も含む）22時台に生放送されていた報道番組である。
テレビ朝日とオフィス・トゥー・ワン（形としては企画・制作協力扱い）の共同制作。全4,795回の平均視聴率は、14.4%（ビデオリサーチ調べ、関東地区・世帯・リアルタイム）。通称「Nステ（エヌステ）」、「NS（エヌエス）」、「Nステーション（エヌステーション、テレビ欄）」。

## 概要
テレビ朝日が平日23時台に放送していた『ANNニュースファイナル』・『ANNスポーツニュース』に替わり、ドラマやバラエティ番組を放送していた平日22時台に新設したニュース番組である。テレビ朝日がアークヒルズへの本社移転と同時に開始された。
構想段階から広告代理店である電通が関与し、久米宏も構想の段階で起用が決まり会議に参加しており、番組の準備などのため、久米は1985年4月までに『おしゃれ』（日本テレビ系列）以外のレギュラー番組を降板した。
当時としては、この時間帯のニュース番組は、独立U局である近畿放送（現在のKBS・京都放送）がローカル番組として1980年に開始した『タイムリー10』程度であり、全国ネットの番組では初の試みであったことから、番組の先行きに対して不安を持つ者も多かった。
開始第一週目の週平均の視聴率は8.68%（ビデオリサーチ調べ、関東地区・世帯・リアルタイム、以下断りのない限り略）と低視聴率に悩んだ。1986年2月のエドゥサ革命報道を機に、安定して20%前後の高い視聴率を獲得するようになり、テレビ朝日の看板番組となった。視聴率20%超えは、245回（ビデオリサーチ調べ、関東地区・世帯・リアルタイム）。関東地方より先に関西地方（朝日放送）で視聴率（ビデオリサーチ調べ、関西地区・世帯・リアルタイム）を獲得した。
「中学生でもわかるニュース」をコンセプトとして、政治や経済などのニュースにおける難解な用語や展開などを、フリップや地図、模型、実物、政治家人形、積木などを使い、わかりやすく伝える工夫を凝らした。これで徐々に視聴率を獲得した。初期には手書き・手作りといったアナログ感を重視していたが、コンピュータグラフィックスについても最新技術を積極的に導入している。安竹宮で争われた1987年自民党総裁選挙では全派閥を積木で表現し、積木を積み立てて今後を予測した。1990年代初めには民間気象情報会社のウェザーニューズの協力で天気予報に3DCGを使い、イラク戦争では地図に「CADシステム」を用い、後のGoogle Earthのように直感的な操作で地図の拡大・縮小を行った。2002年あたりからはクロマキー処理を行わないリアルタイムCGも多用された。この他、BGM・ナレーション・テロップなどをワイドショーのように使う表現・演出手法は、しばしばニュースを過度にセンセーショナルなものに見せた。また、単なる原稿読みにとどまらず、久米などの出演者がアドリブで「個人的感想や意見」を言うことは当時珍しく、従来のテレビ番組とは異なる新鮮さを売りにした。
従来、外部発注が常識となっていた民放テレビ局にあっても報道番組は聖域とされ、ごく一部の例外 を除いて番組制作が外部に委託されることがなかった中で、オフィス・トゥー・ワンという外部の制作プロダクション（久米の所属事務所でもある）を導入してニュース番組を制作した。
本番組開始以降、現在の『報道ステーション』に至るまでネットスポンサー各社は、30秒枠でも60秒扱いされ、全社が読み上げられた。言い回しは「（スポンサー名）がお送りします」「ここまでは（スポンサー名）がお送りしました」であり、これも『報ステ』に引き継がれている。
音声は当初モノラル放送であったが、1993年4月19日からステレオ放送になった。また、番組の末期（詳細時期不明）からはスタジオ映像のみハイビジョン映像で放送した。

## 番組の歴史

### 番組の企画から開始まで
当番組の原型となる企画を練る会議は、1984年夏ごろから『久米宏のTVスクランブル』（日本テレビ）の企画会議と並行して、久米とオフィス・トゥー・ワンのスタッフで水面下で進められていたという。久米は『TVスクランブル』を「未来のニュース番組につながるステップボードのような役割を果たしている」としており、そこで考えたのが当番組のコンセプトである「中学生でもわかるニュース」だった。彼らが常に意識していたのが当時、報道番組の王座に君臨していた『ニュースセンター9時』（NHK総合テレビ）だったが、久米は「裏で勝負するのは無謀極まりない」として、せいぜい午後11時からの30分枠を思い描いていた。しかし、話を進めるうちに平日帯のプライムタイム枠での1時間枠という構想に膨らんでいった。しかし1時間では採算が取れないため結果的には1時間15分となった。その後、この大胆にして無謀な構想に乗った電通の参入や、電通の支持を取り付けてオフィス・トゥー・ワンのスタッフが久米の古巣であるTBSを含む在京各局にこのニュース番組の企画書を持ち込んだところ特に敏感に反応したこと、そして当時の報道局次長である小田久栄門の「報道はテレビの本道です」という訴えに応じた朝日新聞の社会部出身で当時の社長・田代喜久雄の英断、さらに六本木六丁目の再開発に際してアークヒルズへの本社機能移転・最新鋭の放送設備を備えた放送センターの新設を行うにあたりその開設記念の大型の目玉企画を模索していた、という三点からテレビ朝日も参入が決まった。電通は企画開発段階から特別チームを編成して視聴者動向のマーケティングや視聴率のシミュレーションを実施。『ニュースセンター9時』のニュース項目を1週間に亘り分析するなどして基本構想をまとめていった。テレビ朝日の社内では「テレビ局でも最も神聖にして侵してはならない報道の分野に外部の制作会社が参入」「プライムタイム帯へ視聴率が望めない大型ニュース番組の投入」「報道の現場を全く知らない他局アナウンサー出身のタレントのキャスター起用」というそれまで厳然とあったタブーを侵す新たなニュース番組の立ち上げに非難・反発が上がったが小田がリーダーとなって同じく特別チームを編成。制作スタッフには局内から有能な人材が集められたが、その人事異動はトップダウン方式で召し上げられるものであり、社内で「赤紙」と揶揄されたという。こうして、電通の営業戦略会議、テレビ朝日の新放送センター開設に伴う番組会議、オフィス・トゥー・ワンの企画会議と3か所で別々の会議が、番組始動に向けて同時並行的に進む事となった。
1985年7月29日には番組の開始と久米のキャスター起用が正式に発表され、ティザー広告も放送を開始。久米はテレビ朝日とこの時点で2年の契約を結んだ。当時マスコミは契約金を2億円とも4億円とも報じたが、久米の希望で純粋な出演料のみになった。8月にはシミュレーションを行ったが、ニュースとバラエティが無秩序に混ざってしまい番組の体をなさなくなってしまったという。それまでのニュース番組は報道記者が書いた原稿をキャスターが読むだけであり、当然1時間以上の番組を制作経験がない報道局だけでは作れないため、テレビ朝日の制作局とオフィス・トゥー・ワンのスタッフによる合体チームと報道局のスタッフが協力して番組を制作する形となった。テレビ朝日とオフィス・トゥー・ワンが別々に行っていた会議と並行して、3チームが顔を合わせての全体会議・準備が始まり、久米もシミュレーション以降の全会議に参加した。
全体会議では、会議室でそれまで制作会社の人間と口も聞いた事の無いエリート集団であるスーツ姿の報道スタッフと特にオフィス・トゥー・ワンのディレクター・作家は報道の事は全く知らない雑草集団である短パンにTシャツ、ゴム草履姿の制作スタッフが対峙すると、「事実を正確に伝えるという正統派のニュース番組」のあり方にこだわっては派手な演出や目新しい工夫を嫌う報道側と「ニュースをいかにわかりやすく面白く見せるかに重点を置き、セットやスタジオ演出に気を配る」という考えのオフィス・トゥー・ワン側が衝突し、言い合いばかりで話が全く噛み合わない状況が続いた。この衝突は番組開始後も続き、報道側は「ニュースの事を何も知らずに勝手な事を言うな」、オフィス・トゥー・ワン側は「なぜ原稿をもっとわかりやすく書けないのか」と大喧嘩になった。反省会は深夜2時まで及び連日連夜、時に殴り合いの喧嘩に発展する程の激しい討論を続けたという。
そのような準備期間を経て、1985年10月7日に民放初の平日プライムタイム帯での1時間超に及ぶワイド編成の報道番組として放送を開始。

### 初期（1985年10月 - 1988年4月）
「今までにない全く新しい形の報道番組を目指す」というコンセプトのもと、メインキャスターの久米宏、サブキャスターの小宮悦子（当時テレビ朝日アナウンサー、1991年からフリーアナウンサー）、コメンテーターの小林一喜（当時朝日新聞論説委員）を中心に、キャスター陣には小宮以外のテレビ朝日アナウンサー（スポーツキャスターの朝岡聡、リポーターの渡辺宜嗣）に加えて、一般公募による出演者オーディションから数名のキャスター・リポーターを起用した。一般公募組の中には、橋谷能理子（元テレビ静岡アナウンサー、スタジオアシスタント）、若林正人（元東京銀行調査役、コメンテーター兼リポーター）、杉本典子（元三菱商事勤務、スポーツ担当）、坪井貴久美（元つくば科学万博コンパニオン、ニュース担当）、内田誠（早稲田大学大学院院生、リポーター、後にジャーナリストへ転身）、松本侑子（筑波大学学生、天気キャスター、後に作家へ転身）などがいた。
第1回の放送で最初に取り上げたのは、石狩鍋に入れる鮭の話題。長谷川宏和（当時北海道テレビアナウンサー）の自宅、九州朝日放送・鹿児島放送のスタジオ、新潟テレビ21のサービスエリアにある新潟県村上市を結んでの生中継を実施した。本来は「鮭を切り口に環境問題について考える」という趣旨だったが、本番中に最新鋭のVTR再生機が故障し、結果的に上記の内容になったという。これが初日の惨敗を象徴する出来事になったとして、以後しばらくの間、スタッフ間で「鮭」は禁句となり、久米も1年間鮭を口にしなかったという。その直後には、同市出身の稲葉修（当時自民党衆議院議員）が、自宅からの生中継で久米とトークを繰り広げている。
初期は月曜日から木曜日は22:00 - 23:17（「大相撲ダイジェスト」放送時は23:15まで）、金曜日のみ22時台は『必殺シリーズ』など当時の朝日放送（現在の朝日放送テレビ）制作枠であり、スタート当初はこの枠について朝日放送との調整が付かなかったこともあって、1時間遅れの「金曜版」とし、23:00 - 翌0:00の放送となった（「大相撲ダイジェスト」放送時はネットスポンサー枠の23:45まで）。
開始当初は観客を入れての公開形式番組として放送されており、原則としてメインスタジオであるAスタジオからは一般ニュースを放送しない、報道にバラエティ色を加味した内容となっていた。一般ニュースは1コーナー扱いとされ、報道局隣接のNスタジオから小宮・坪井貴久美が伝えた。
しかし、開始早々から阪神タイガースの21年ぶりのリーグ優勝・日本一、エドゥサ革命など、重大ニュースにより全編Nスタジオからの臨時編成となるケースが多く、その際に一般公募によるキャスター陣が対応に窮する場面が多々見られたこと、また開始早々の視聴率低迷の影響もあり、番組内容・キャスター配置の再整理が急ピッチで進められた。開始数回でAスタジオでの観客入れを廃止。1986年4月からは全編を通じて久米・小宮・小林の3人体制で進行・ニュース読み・解説を担当する報道色の強い番組構成にリニューアル。この際、リポーターと並行して不定期で天気コーナーを兼務するようになった橋谷、同じく不定期でゲストコメンテーターを兼務することになった若林と天気キャスターの松本、リポーターの内田誠を除く公募によるキャスター陣は一旦リポーター専任となった後、開始1年以内で全員番組を降板した。
放送するスタジオに関しても、1986年の久米・小宮・小林のトリオ体制になる前後から1990年代初頭まではオープニングから概ねスポーツコーナー開始前のCM枠までの前半部がNスタジオからの放送となり、3人がAスタジオへ移動し、スポーツコーナー以後の後半部をAスタジオから放送するように変更された。ただし、全編Aスタジオから放送の場合もあれば、重大ニュースやAスタジオのセット改装の理由で全編Nスタジオから放送の場合もあった。
ただし、「金曜版」については1年目の番組リニューアル後も引き続きバラエティ色の強い構成を継続、Aスタジオでの観客入れも継続していた。小宮はNスタパートのみ出演（末期はAスタジオからニュースを読むこともあった）。この「金曜版」は、当時週休二日制が定着していたことから、『TVスクランブル』など本番組開始までの久米のレギュラー番組を引き継いだような内容がメインとなっており、土曜に代わる「休日前夜」という位置づけでNスタジオからの通常のニュースに加えて、毎回ゲスト2名（男女1名ずつ）をブーメランテーブルに隣接するソファのセットに招いて、「金曜チェック」「奥様教養シリーズ」「ニュースミステリー」「カウントダウンJAPAN」「ニュース・ことわざ勉強室」「ニュース分水嶺」「ニュースのふるさと」「世直しエイド」といったコーナーを放送した。
1986年7月から選挙特別番組として『選挙ステーション』がスタートする。
1988年4月改編で朝日放送が金曜22時台撤退により月曜日から金曜日まで放送時刻が統一されることとなり、3月25日と4月1日の2週にわたって「金曜版」終了スペシャルを放送する予定だったが、3月25日は臨時ニュースのため放送できず、4月1日のみの放送となった。「金曜チェック」はこの影響で2本立てで放送された。なお、「金曜版」最終回の4月1日より22:00 - 23:17の放送となり(当初の予定通り)、放送開始時刻と放送時間が統一された。

### 中期1（久米・小宮時代、1988年4月 - 1998年3月）
新体制となる1988年4月4日から全曜日統一して報道色の強い構成となったが、金曜は金曜版からの名残もあり、「金曜コンサート」などの企画を設けたり、1990年代に入ってからはテリー伊藤や笑福亭松之助など金曜のみ出演するレギュラーを起用するなど、月曜から木曜までとは違う雰囲気作りが図られるようになる（これは現在の『報道STATION』でも変わっていない）。金曜版を引き継ぐ形でミュージシャンやお笑い芸人がゲストとして登場することもしばしばあった。
1990年には久米が第27回ギャラクシー賞・テレビ部門個人賞を受賞。1993年には番組としてギャラクシー賞30周年記念賞を受賞。
1993年7月1日（木曜日）、久米が同年の下半期突入を期に眼鏡を着用するようになった。この頃のメガネはまだ報道キャスターらしいシンプルな枠がないレンズのみのものであり、このメガネは1999年10月の一時降板までは一貫して変更せずに着用し続けた。
1995年4月からは金曜日のみサブキャスターを1名追加（2名の輪番制）。金曜日のみ久米・小宮・コメンテーターを加えた4人体制となる。
1996年10月、スポーツコーナー担当の坪井直樹が夕方の『ステーションEYE』を担当するため降板。後任には角澤照治が就任し、以降番組終了までの7年半に渡りコーナーを担当する事になる。
1997年4月から金曜のみに女性スポーツキャスターを設けた。初代はテレビ朝日スポーツ局記者の長島三奈が務めた。
1998年3月27日、小宮が石田純一の後任として『スーパーJチャンネル』月曜日から木曜日までのメインキャスターに就任するため降板。但し、『Jチャンネル』金曜日はリニューアルを実施せず、小宮は金曜日のみ当番組に留まり、金曜日は出演者の入れ替えを実施しなかった。小宮が降板した月曜日から木曜日については、2代目サブキャスター就任までの5週間を3人の代理キャスターが繋いだ）

### 中期2（久米・真理時代、1998年4月 - 1999年12月）
1998年5月11日、改編期から約1か月遅れでリニューアル。久米に加え、後任のサブキャスターにTBS退社直後の渡辺真理、テレビ朝日スポーツ局記者の白木清か、1997年11月から出演しているコメンテーターの菅沼栄一郎の4人体制となる。これまでは金曜のみ4人体制だったが、このリニューアルによって全曜日4人体制となった。テーマ曲がゴスペラーズの曲に刷新されて、番組のタイトルロゴもリニューアル。オープニング映像もこれまでと全く異なるニュース映像を背景にするものとなる。但し、ニュース映像ではないもの（リニューアルした初回は久米、真理、白木がスタジオに向かう様子の映像を流したほか、ゴスペラーズがゲスト出演した際はスタジオでテーマ曲を歌唱した映像にするなどの例外あり）や、テーマ曲のアレンジ違いなど例外の日もあった。
田代まさしの降板に伴い、小宮が金曜日も『Jチャンネル』に出演するため、1998年9月25日を以って完全降板。翌週の10月2日にはサブキャスターの丸川珠代も降板した。翌週10月5日より、真理と白木は全曜日出演となる。1999年2月から白木は水曜日から金曜日を担当し、月曜日と火曜日のみ上山千穂が担当。
1999年8月、セットをリニューアル。ところがその約2か月後の10月6日放送を以て、契約切れを理由に久米が番組を一時降板するという異例の事態となった。これを受けて翌10月7日放送から約3か月間、年末まで宜嗣が代役を務めた。

### 後期（2000年1月 - 2003年7月）
2000年1月4日、久米が3か月ぶりの番組復帰を果たす。それに伴い番組もリニューアル。前年12月をもって退社した白木の後任として上山が全曜日担当することになり、久米・真理・上山とコメンテーターの4人体制となる。また、コメンテーターは4名の輪番制（清水建宇・萩谷順・森永卓郎・船曳建夫。船曳は2000年の途中から2002年まで出演）に一新された。テーマ曲は福岡ユタカ作曲のものに刷新された。スタジオセットやタイトルロゴ・グラフィックデザインもリニューアル。タイトルロゴがカタカナ表示の「ニュースステーション」から英語表記の「NEWS STATION」に変更。オープニング映像もその日の放送するニュース内容の告知を行うスタイルに変わった。リニューアル当初はトップニュースを合成したCGをバックにBGM付きで読み上げる演出も行われた。
2000年3月27日、放送開始時間が6分繰り上がり、21:54開始のフライングスタートとなった。これにより終了時間も23:20→23:09と11分繰り上がった。同時に番組構成も若干変更が行われる。2000年4月14日、金曜日の女性スポーツキャスターの出演者のリニューアルが行われ、テレビ朝日を退社（後に嘱託社員として復帰）した長島三奈に代わり、『進ぬ!電波少年』（日本テレビ系列）で注目を集めたタレント・女優の真中瞳（現・東風万智子）を起用。
同日よりNHKが本番組に対抗する形で同時間帯で『NHKニュース10』を開始。
2002年は日韓共催の2002 FIFAワールドカップ開催に因んだ企画を放送。年始は久米が日本の対戦相手であるチュニジアから生中継。4月1日から6月28日まではオープニングで毎日FIFAワールドカップの歴史を流す特別オープニングを放送（ナレーションはサッカー専門キャスターの川平慈英、テーマ曲はCharが担当）。
2002年7月、木曜日のみのスポーツコーナー担当として河野明子が就任。2002年10月改編で番組開始から17年（一時期降板していた時期あり）出演してきた宜嗣が『スーパーモーニング』のメインキャスターに就任するため降板、さらにスポーツ担当の真中も降板し、これまで木曜のみの出演だった河野が金曜も兼任することになる。

### 番組の終焉（2003年8月 - 2004年3月）
2003年8月25日、翌年春を以って本番組の放送を終了する事が発表された。久米はこの年の夏季休暇を始めたばかりだったが、この日移転前のテレビ朝日六本木6丁目本社ビル（六本木ヒルズ）で番組終了発表会見（公式には「来年（2004年）3月で降板」と発表）を開き、「十分にやった、スタミナ切れ」「2000年復帰後3年という話だったこと」ということを終了理由に挙げていた。
テレビ朝日・広瀬道貞社長は2003年9月30日の定例会見で、久米が3年ほど前から降板の意向を度々申し出ており、これ以上の慰留は出来ないと判断したため出演契約を2004年春で満了とする事で合意したことを明らかにした。
2003年9月29日、テレビ朝日の本社移転に伴い、放送スタジオがテレビ朝日アーク放送センター（アークヒルズ）からテレビ朝日六本木6丁目本社ビル（六本木ヒルズ）へ移りスタジオセットとテーマ曲をリニューアル。タイトルロゴはそのままで、色がオレンジ/黄色を基調としたものから青/水色を基調としたものに変更された。テーマ曲はU2が担当した。
2004年3月26日の最終回ではその日のニュースに加え、過去19年間のニュースの振り返り、現代の久米（と当時50歳の久米）が番組開始の1985年の本番組へタイムスリップ（という設定の演出）し、スタジオ見学をするなどの内容で放送され19年間の歴史に幕を下ろした（最終回の詳細は後述）。
後継番組は『報道ステーション』である。なお、角澤と河野・スポーツコーナーのみ関わっている宮嶋泰子と栗山英樹は引き続き立ち上げ当初の『報ステ』にも出演することになった。
久米が会見で後継番組の初代メインキャスターを務める古舘伊知郎に関して記者に尋ねられた際、「いや、番組はなくなるって聞いていますから。存在しない番組に司会者が存在するわけないでしょ。」と発言した事に対し、雑誌のインタビューで古舘は「（久米を）冷たい男だなと思いましたけど。」「それから久米さん嫌いになったんですけど。」と述べた。その後には「半分は大先輩だと思って尊敬している。半分は嫌いっていうところに落ち着くんだけど。」と語った。ただし、その後久米は「いかにつらいか、大変さが手に取るようにわかる。（最近は）見ていないけど、無意識のうちに避けているのかもしれない」「自分は家を土台から造った。自由に造って来た。でも、彼はその土台を壊す事をさせてもらえずに、建物を造る様にさせられている。その事に苦労していると思う」と古舘を気遣うコメントをしたことがある。
- また、久米は「古舘君をはじめ、かなりの人が勘違いしている。僕が『ニュースステーション』でかなりしゃべったというイメージを持っている方が多いんですが、ほとんどのニュースに関して、リード原稿は僕が読んでいたんです。僕が原稿を読んでいる時間が結講あったのを、フリートークだと思い込んで見ていた人がかなり多かった。このぐらいの時間、しゃべらないといけないんじゃないかと、後任者が思い込んだ可能性はあるんです。僕が本当にフリートークで話した時間は、短い時は2秒ぐらいですからね」とも述べている[20]。

本番組の後継番組『報ステ』降板後もテレビ朝日への直接の出演を行う古舘伊知郎とは違い、久米は本番組終了後、テレビ朝日への直接の出演を一切行っていない。
なお、『報ステ』の初回放送は2004年4月5日であり、2004年3月29日 - 4月2日の当該時間帯は『ANN NEWS&SPORTS』をつなぎ番組として放送した。

## 出演者
メインキャスター・サブキャスター・コメンテーター
| 1985.10.7 | 1991.2.22  | 久米宏    | 小宮悦子    | 小宮悦子    | 小林一喜                              |
| 1991.2.25 | 1991.5.17  | 久米宏    | 小宮悦子    | 小宮悦子    | （不在）                              |
| 1991.5.20 | 1992.10.9  | 久米宏    | 小宮悦子    | 小宮悦子    | 田所竹彦                              |
| 1992.10.12 | 1996.3.29  | 久米宏    | 小宮悦子    | 小宮悦子    | 和田俊                                |
| 1996.4.1 | 1997.10.31 | 久米宏    | 小宮悦子    | 小宮悦子    | 高成田亨                              |
| 1997.11.3 | 1998.3.27  | 久米宏    | 小宮悦子    | 小宮悦子    | 菅沼栄一郎                            |
| 1998.3.30 | 1998.4.3   | 久米宏    | 堀越むつ子1 | 堀越むつ子1 | 菅沼栄一郎                            |
| 1998.4.6 | 1998.4.17  | 久米宏    | 堀越むつ子1 | 小宮悦子    | 菅沼栄一郎                            |
| 1998.4.20 | 1998.5.1   | 久米宏    | 渡辺みなみ1 | 小宮悦子    | 菅沼栄一郎                            |
| 1998.5.4 | 1998.5.8   | 久米宏    | 渡辺宜嗣1   | 小宮悦子    | 菅沼栄一郎                            |
| 1998.5.11 | 1998.9.25  | 久米宏    | 渡辺真理    | 小宮悦子    | 菅沼栄一郎                            |
| 1998.9.28 | 1998.10.2  | 久米宏    | 渡辺真理    | （不在）    | 菅沼栄一郎                            |
| 1998.10.5 | 1999.4.20  | 久米宏    | 渡辺真理    | 渡辺真理    | 菅沼栄一郎                            |
| 1999.4.23 | 1999.10.6  | 久米宏    | 渡辺真理    | 渡辺真理    | 轡田隆史2                             |
| 1999.10.7 | 1999.12.23 | 渡辺宜嗣3 | 渡辺真理    | 渡辺真理    | 轡田隆史2                             |
| 2000.1.4 | 2002.3.29  | 久米宏    | 渡辺真理    | 渡辺真理    | 清水建宇4 萩谷順4 森永卓郎4 船曳建夫4 |
| 2002.4.1 | 2004.3.26  | 久米宏    | 渡辺真理    | 渡辺真理    | 清水建宇4 萩谷順4 森永卓郎4           |
| - 1 渡辺真理の着任延期に伴い、代理のキャスターが担当（前述）。 - 2 『スーパーJチャンネル』コメンテーターを兼務。 - 3 久米の降板に伴う事実上の代役。 - 4 日替わりで出演（最終回の2004.3.26は項目ごとに交代で出演し、エンディングは全員が揃った）。 |            |           |             |             |                                       |

- 小林を含めニュース解説者としてのコメンテーターは船曳・森永を除いて歴代、朝日新聞記者またはその経験者。開始にあたり人選を朝日新聞社に依頼し、小林が選ばれた。コメンテーターとしてだけではなく外からの中継リポートなども担当する事があり、1999年に放送された「ニュースステーション物語」では「キャスター」として紹介されている。
- 初代コメンテーターの小林は、久米・小宮と名トリオとして親しまれたが、1991年2月19日に逝去。小林は、久米不在時に一度だけメインの代役を試みたことがある。
- 1990年代まで金曜は主にゲストコメンテーターが出演する場合あり。
- 渡辺真理は、久米と同じTBS出身であり、当番組とその競合番組「筑紫哲也 NEWS23」の両方でキャスターを務めた唯一の人物である。

ゲストコメンテーター
- 黒柳徹子 - 自身のユニセフ親善大使としての活動報告や「ユニセフカード」などの告知のために度々ゲスト出演しており、『ザ・ベストテン』でのコンビネーションも見られた。主に金曜日の出演が多かった。
- 福岡政行 - 国政選挙時に出演し、選挙予想をことごとく当て有名になった。
- 青木功 - 特に全米・全英オープンゴルフ大会（彼が解説者として出演）のPRと現地中継リポートで出演することが多かった。
- 笑福亭松之助 - 金曜日にコメンテーターとして出演していた（1996年）。
- テリー伊藤 - 金曜日にコメンテーターとして出演していた（1997年 - 1998年頃）。
- 糸井重里 - 主に初期の金曜版に出演。巨人ファンということもあり、「ジャイアンツエイド」にも出演していた。
- 黒鉄ヒロシ - 巨人ファン代表として「ジャイアンツエイド」などに出演。どんな状況でも巨人が優勝するとこじつける「安心理論」を展開した。
- 栗山英樹 - 本人による取材リポートが中心、後番組『報道ステーション』も引き続き出演。
- 大橋巨泉 - 本人曰く「出てやる」。しかし、久米本人は本人に対して罵倒することも。

など
サブキャスター・スポーツキャスター・お天気キャスター
| 1985.10.7 | 1986.3.31  | 橋谷能理子1 坪井貴久美1 | 橋谷能理子1 坪井貴久美1 | 橋谷能理子1 坪井貴久美1 | 朝岡聡 杉本典子 | 朝岡聡 杉本典子 | 朝岡聡 杉本典子   | 松本裕子 橋谷能理子 | 松本裕子 橋谷能理子         |
| 1986.4.1 | 1987.9.18  | なし                    | なし                    | なし                    | 朝岡聡          | 朝岡聡          | 朝岡聡            | 松本裕子            | 松本裕子                    |
| 1987.9.21 | 1988.3.25  | なし                    | なし                    | なし                    | 松井康真2       | 松井康真2       | 松井康真2         | 松本裕子            | 松本裕子                    |
| 1988.3.28 | 1988.9.30  | なし                    | なし                    | なし                    | 松井康真3       | 松井康真3       | 朝岡聡3・4        | 大谷千亜紀          | 大谷千亜紀                  |
| 1988.10.3 | 1990.3.30  | なし                    | なし                    | なし                    | 松井康真3       | 松井康真3       | 朝岡聡3・4        | 勝恵子              | 勝恵子                      |
| 1990.4.2 | 1991.3.22  | なし                    | なし                    | なし                    | 松井康真        | 松井康真        | 松井康真          | 勝恵子              | 勝恵子                      |
| 1991.3.25 | 1991.3.29  | なし                    | なし                    | なし                    | 松井康真        | 松井康真        | 松井康真 飯村真一 | 勝恵子              | 勝恵子                      |
| 1991.4.1 | 1993.9.24  | なし                    | なし                    | なし                    | 飯村真一        | 飯村真一        | 飯村真一          | 勝恵子              | 勝恵子                      |
| 1993.9.27 | 1993.10.1  | なし                    | なし                    | なし                    | 飯村真一        | 飯村真一        | 飯村真一          | 勝恵子              | 坪井直樹                    |
| 1993.10.4 | 1994.3.25  | なし                    | なし                    | なし                    | 坪井直樹        | 坪井直樹        | 坪井直樹          | 勝恵子 坪井直樹     | 勝恵子 坪井直樹             |
| 1994.3.28 | 1994.4.1   | なし                    | なし                    | なし                    | 坪井直樹        | 坪井直樹        | 坪井直樹          | 勝恵子 坪井直樹     | 勝恵子 大石恵               |
| 1994.4.4 | 1995.3.31  | なし                    | なし                    | なし                    | 坪井直樹        | 坪井直樹        | 坪井直樹          | 大石恵              | 大石恵                      |
| 1995.4.3 | 1996.3.29  | なし                    | なし                    | 岡田洋子5               | 坪井直樹        | 坪井直樹        | 坪井直樹          | 大石恵 内藤聡子     | 大石恵 内藤聡子             |
| 1996.4.1 | 1996.10.2  | なし                    | なし                    | 岡田洋子5 小谷真生子    | 坪井直樹        | 坪井直樹        | 坪井直樹          | 乾貴美子 河合薫     | 乾貴美子 河合薫             |
| 1996.10.3 | 1997.3.28  | なし                    | なし                    | 岡田洋子5 小谷真生子    | 角澤照治        | 角澤照治        | 角澤照治          | 乾貴美子 河合薫     | 乾貴美子 河合薫             |
| 1997.3.31 | 1998.3.27  | なし                    | なし                    | 小谷真生子 丸川珠代     | 角澤照治        | 角澤照治        | 長島三奈          | 乾貴美子 河合薫     | 乾貴美子 河合薫             |
| 1998.3.30 | 1998.5.8   | なし                    | なし                    | 丸川珠代                | 角澤照治        | 角澤照治        | 長島三奈          | 乾貴美子 河合薫     | 乾貴美子 河合薫             |
| 1998.5.11 | 1998.10.2  | 白木清か                | 白木清か                | 丸川珠代                | 角澤照治        | 角澤照治        | 長島三奈          | 乾貴美子 河合薫     | 乾貴美子 河合薫             |
| 1998.10.5 | 1999.1.29  | 白木清か                | 白木清か                | 白木清か                | 角澤照治        | 角澤照治        | 長島三奈          | 乾貴美子 河合薫     | 乾貴美子 河合薫             |
| 1999.2.1 | 1999.12.23 | 上山千穂                | 白木清か                | 白木清か                | 角澤照治        | 角澤照治        | 長島三奈          | 乾貴美子 河合薫     | 乾貴美子 河合薫             |
| 2000.1.4 | 2000.4.3   | 上山千穂                | 上山千穂                | 上山千穂                | 角澤照治        | 角澤照治        | 長島三奈          | 増田雅昭            | 斎藤義雄 宮部二朗 飯島栄一6 |
| 2000.4.3 | 2000.12.28 | 上山千穂                | 上山千穂                | 上山千穂                | 角澤照治        | 角澤照治        | 真中瞳            | 増田雅昭            |                             |
| 2001.1.4 | 2002.6.28  | 上山千穂                | 上山千穂                | 上山千穂                | 角澤照治        | 角澤照治        | 真中瞳            | 上山千穂            | 上山千穂                    |
| 2002.7.1 | 2002.9.27  | 上山千穂                | 上山千穂                | 上山千穂                | 角澤照治7       | 河野明子        | 真中瞳            | 上山千穂            | 上山千穂                    |
| 2002.9.30 | 2004.3.26  | 上山千穂                | 上山千穂                | 上山千穂                | 角澤照治7       | 河野明子7       | 河野明子7         | 上山千穂            | 上山千穂                    |
| - 1 橋谷はAスタジオからのスタジオアシスタント、坪井はNスタジオからのニュースコーナーを担当（前述）。 - 2 金曜日は『ミュージックステーション』を兼務。 - 3 松井の『ミュージックステーション』との兼ね合いによる。朝岡は金曜版最終回の1988年4月1日から出演。 - 4 1989年3月まで『ニュースシャトル』、同年4月以降は『ナイトライン』と『はなきんデータランド』を兼務。 - 5 1995年10月から1996年9月まで『ステーションEYE』を兼務。 - 6 台風接近の際は随時出演。 - 7 後継番組『報道ステーション』も続投（角澤はリポーターとして、河野はサブキャスターとして）。 |            |                         |                         |                         |                 |                 |                   |                     |                             |

### その他のキャスター
スポーツキャスター（メイン以外）
- 川平慈英 - サッカー・Jリーグ担当（1993.4 - 2004.3）
- 宮嶋泰子 - 朝岡不在時の代役
- 石橋幸治

サブキャスター（不定期出演、代役時）
- 山本明美
- 高橋真紀子
- 萩野志保子
- 吉元潤子
- 川北桃子
- 平石直之（2002.1 - 2004.3）

### リポーター
- 渡辺宜嗣 - 番組開始時から現場取材を中心に久米不在時にはメインキャスター代理も担当。途中、『なうNOWスタジオ』『モーニングショー』『ステーションEYE』担当のため一時降板していた時期はあったが17年間に亘り番組を支えた。
- 若林正人 - 第1回出演者のひとり。夜桜中継が有名、小林の療養中の代打など不定期でゲストコメンテーターとしても出演。共演者の久米や降板時点のテレビ朝日報道局長との不仲・確執で降板したとされている。[注 24]
- 渡辺みなみ - 『ANNニュースレーダー』を降板した1986年10月からニューヨークのキャスターなどで出演。小宮不在時にはサブキャスター代理も担当。
- 橋谷能理子 - 第1回出演者のひとり。初期のスタジオアシスタント・天気コーナーも担当。1987年9月まで出演し、平日朝の『おはよう!CNN』への異動を経てTBSに活躍の場を移す。
- 内田忠男 - 『モーニングショー』『ステーションEYE』担当のため帰国していた1988年10月から1993年4月の間を除いて、主にニューヨーク支局から出演。
- 宮嶋泰子 - スポーツ特集担当兼ディレクター
- 三反園訓 - 主に国会記者会館から出演。
- 立松和平 - 「心と感動の旅」を担当。
- 羽田健太郎 - ピアノ演奏中継（天気コーナー）
- 安藤優子 - CNNコーナーを担当。テレビ朝日との契約が切れる1987年3月まで出演し、同年秋からはフジテレビへと活躍の場を移した。
- 神田秀一 - 皇室関係担当、一時期天気予報も担当。
- 西脇亨輔（1998.9 - 2002.7） - ほぼ毎日リポートを担当。第47期司法修習を修了している事から司法関係の取材も担当した。
- 平石直之
- 長島三奈
- 小林一枝
- 下平さやか
- 雪野智世
- 松苗慎一郎
- 岡田洋子
- 小谷真生子 - 小宮不在時の代理も担当。降板後はテレビ東京へ活躍の場を移した。
- 佐藤紀子
- 木下智佳子
- 田中真理子
- 田丸美寿々
- 木佐彩子 - フジテレビ入社前に出演。
- 山口容子
- 内田誠 - 第1回出演者のひとり。多くの一般公募枠が短期間で降板する中で若林・橋谷と共に公募枠としては長く残りリポートで活躍。降板後はジャーナリストに転身した。

補足
- 渡辺宜嗣は、休暇中の久米の代役の定番であり、当番組長寿化の功労者の一人。また、リポーター・サブキャスターを務めた小谷を始め、初期のCNNコーナーを担当した安藤や、スタジオアシスタントやリポート、お天気コーナーまでマルチにこなした橋谷など、後に他局で活躍する女性キャスターたちがこの番組を足掛りとしている場合も多い。

### 代役について
- 久米は例年8月から9月にかけて夏休みを取るのが恒例で、1990年代からは3週間に亘り夏休みを取るのが通例となっていた。しかし、その間に重大な出来事が起こる事もあり「久米が夏休みに入ると必ず重大なニュースが起こる」[注 25]というジンクスにもなっていた。夏休みや取材等で不在の時は、初期から1990年は宜嗣、1991年から1994年までは朝岡が代理を務めていた。1995年から再び宜嗣が代理を務めたが、メインキャスターというよりはサブキャスター的ポジションであり、実質上の代理はいずれも小宮が務めた。真理がサブキャスターとして登場して以降は宜嗣が担当。2000年からは宜嗣は出演せず、真理が実質上の代理を務めていた。
- 小宮が不在の場合は渡辺みなみが代理を務め（後期は小谷が代理を務めることもあった）、真理が不在の場合は不定期出演のサブキャスターが代理を務めていた。
- 上山が不在の場合は久米と真理の2人体制で行うか、同局の若手女性アナウンサーが代理を務めていた。
- スポーツニュースの代役は、朝岡時代は宮嶋、それ以降は不明。2000年代は上山・河野（2002年より）が担当した（上山も不在場合は女性アナウンサーが担当）。

## 放送時間
すべて日本時間（JST）で記す。
| 期間      | 期間      | 月曜 - 木曜           | 金曜                   |
| --------- | --------- | --------------------- | ---------------------- |
| 1985.10.7 | 1988.3.25 | 22:00 - 23:17（77分） | 23:00 - 翌0:00（60分） |
| 1988.3.28 | 1994.9.30 | 22:00 - 23:17（77分） | 22:00 - 23:17（77分）  |
| 1994.10.3 | 2000.3.24 | 22:00 - 23:20（80分） | 22:00 - 23:20（80分）  |
| 2000.3.27 | 2001.9.28 | 21:54 - 23:09（75分） | 21:54 - 23:09（75分）  |
| 2001.10.1 | 2004.3.26 | 21:54 - 23:10（76分） | 21:54 - 23:10（76分）  |

備考
- プロ野球中継による繰り下げ、ドラマ・バラエティ番組の拡大・特番により、放送時間が変更される場合もあった。
- 年末年始は年末・正月特番編成の関係上、放送休止。代わりに『ANNニュース』を10分が - 15分間放送している。
- 2000年3月27日から開始時刻を6分前倒し、フライングスタートを実施。この間、平日20時以降の時間帯の番組は一斉に正時の6分前からのフライングスタートとしたが、視聴者の反応が鈍く、20時台の番組は2000年9月に、21時台の番組は2001年9月に廃止された。
  - 21:54 - 22:00枠[注 26]は廃止されたが、2000年3月27日から2001年9月までは21:48 - 21:54枠[注 26]を充てて、2000年10月より19:54 - 20:00枠を新設した。
- 末期の放送時間は後継番組『報道ステーション』でも受け継いでいる[注 27]。

### 特別編成
大災害などの緊急ニュースの発生時には放送を21時からに前倒しあるいは放送終了時間の延長をすることがあった。
初めて放送終了時間の延長を行ったのは、1986年2月25日である。この日フィリピン政変が起こり、それに関連して、30分の時間延長がなされた（詳細は後述）。
初めて前倒し編成を行ったのは、1986年11月21日である。この日に発生した伊豆大島三原山の大噴火に関連して、22時から約2時間の拡大版として放送した（詳細は後述）。
この件をはじめとして、それ以後も湾岸戦争開戦、皇太子徳仁親王ご成婚、阪神・淡路大震災、アメリカ同時多発テロ事件などではほぼ同様の措置がとられ、特に三原山噴火の際には、当時クロスネット局で、テレ朝枠を持っていた山形放送が編成の都合上差し替えもできなかったことから、臨時ネットとして60分のみ放送したことがある。

### スポーツ番組による特例編成
高校野球開催期間中
全国高等学校野球選手権大会が行われる毎年8月中旬の2週間は、ハイライト『熱闘甲子園』（朝日放送制作）を放送するための特例編成となっていた。
- 1989年までは平日の同番組の放送が22:00 - 22:30[注 28]であったので、1986年と1987年は番組の開始から終了まで全編30分ずらし（通常日は22:30 - 23:47、金曜版のみ23:30 - 翌0:30）としていた。1988年と1989年は1時間に短縮し22:30 - 23:30とした。
- 1990年から1999年は終戦記念日（8月15日）前後を基点とし、大会前半は通常と同じ22:00 - 23:17→22:00 - 23:20、大会後半は1時間短縮版で22:00 - 23:00とした。同番組の放送は大会前半は23:20 - 23:50、大会後半は23:00 - 23:30であった。
- 2000年のフライングスタート開始以後は全日程を通して通常と同様の時間帯（21:54 - 23:09→21:54 - 23:10）となった。同番組の放送も全日程を通して23:09 - 23:39となったが、2002年からは23:10 - 23:40となっている。

大相撲開催期間中
大相撲期間中は『大相撲ダイジェスト（以下：ダイジェスト）』を放送するため、『Nステ』は3分短縮となっていたが、1995年4月改編を期に解消された。2000年4月のフライングスタート開始以後はネオバラエティ・金曜ナイトドラマの後に『ダイジェスト』を放送した。2003年9月の六本木ヒルズ新本社移転直前をもって『ダイジェスト』は終了する。なお、1988年3月までの金曜版は23:45までの45分間に短縮して放送していた（通常は途中までがネットセールスだが、45分枠へ短縮時に限り全編ネットセールスとなった）。

## 番組での出来事など

### 1980年代
ニュースステーションスペシャル
初期には年内最後の放送を『ニュースステーションスペシャル』と題して、大掛かりな特集を中心として時間を通常より30分延長して放送していた。1985年は日本航空123便墜落事故を特集し、1986年は後述するフィリピンのエドゥサ革命、1987年は竹下登の総裁就任、1988年は後述の10.19ロッテ－近鉄戦、1989年は東欧革命とその年に起こり、番組でも時間を割いて取り上げたニュースが特集された。その後も何度か、長時間特番を組むことがあった。
1986年2月25日
フィリピンで「エドゥサ革命」が起こり、フィリピン共和国大統領が交代した。この日は、マニラ首都圏からの生中継を計画するも、通信衛星回線が各国のテレビ局に全部押さえられてしまい、現地からの生放送を断念。当時のテレビ朝日プロデューサー・早河洋が、番組前に30分の放送時間延長を決断した。「映像が無ければ最新情報で勝負しよう」と、報道局外報部・ワシントン支局・ニューヨーク支局・霞ヶ関の外務省・築地の朝日新聞東京本社や成田空港などを結んで、多元中継を実施した。
久米の責任でコラソン・アキノを新しいフィリピン共和国大統領と断言。放送終了の1分30秒前に、CNNテレビで生中継された米国・ジョージ・シュルツ国務長官の記者会見を日本語同時通訳付きで流し、マルコス大統領の亡命および政権崩壊の一報を伝えた。
当時女子大生だった安藤優子が、マニラから国際電話で中継を行った。安藤は、隣にいたNBCニュースの情報を聞き取っていたという。この日のニュースは、後に「ニュース番組を変えたニュース」として伝えられている。
また、2009年（平成21年）2月1日にテレビ朝日開局50周年記念特別番組として放送された「“ニュースの記憶”〜あの頃あの時あなたは…報道50年映像全史〜」では、冒頭10数分に亘り、この日の放送の一部が放送された。この日放送の視聴率は、19.3%を記録した（ビデオリサーチ調べ、関東地区・世帯・リアルタイム）。
1986年11月21日
東京都の伊豆大島にある三原山が、数日前から活発な火山活動を始め、この日の夕刻、新たな噴火口から大規模な噴火が始まった。これに伴い、大島町全町民に避難命令が出され、さらには島外への退避命令が出されるに至る。
その動きに合わせ夕方から番組の休止や内容変更が続く中、朝日放送の責任枠であった当時の金曜21時枠および22時枠を内容変更し、この番組が急遽放送開始を前倒しし、21時台のANN報道特別番組に引き続き、22時から23時57分まで時間枠を拡大し放送された。なお23時までは番組自体はテレビ朝日から放送されたが、提供クレジット・および番組配信は朝日放送が行った。
1988年10月19日
プロ野球・パ・リーグの優勝決定試合であるロッテ対近鉄戦ダブルヘッダー（川崎球場。いわゆる10.19）を朝日放送が第1試合始めから生中継放送しており、一部ANN系列局でも生放送、テレビ朝日は放送こそしていなかったが中継制作協力を行っていた。だが、テレビ朝日でも夕方以降『パオパオチャンネル』と『ニュースシャトル』の中で朝日放送の中継映像を使い部分的ではあるものの生中継を行った。すると、視聴者から「もっと見たい」「中継を続けてほしい」などという要望電話がテレビ朝日に殺到。テレビ朝日局内でも朝日放送から裏送りで流れていた中継を見る人が大勢いる有様だったため、編成局で20時以降の中継について協議した結果、21時からの『さすらい刑事旅情編』を休止（当初は繰り下げの予定が結局飛ばされた）し、同時間からCMを一切入れない形で全国放送に踏み切った。その後、ニュースステーションでも放送予定の大半をやめて（さらには放送時間を10分延長した）、そのまま試合終了まで生中継を続けた。なお、視聴率は30.6%（（ビデオリサーチ調べ、関東地区・世帯・リアルタイム。関西地区は46.4%〈ビデオリサーチ調べ、関西地区・世帯・リアルタイム〉）で、初の30%台以上の記録だった。
この日は、リクルート事件で東京地検特捜部によるリクルート本社、リクルートコスモス社、および同社社長室長自宅の家宅捜索が行われたり、プロ野球・阪急ブレーブスのオリエント・リース（現・オリックス）への身売り発表や、上越線の貨物列車脱線衝突事故など大きなニュースが相次ぎ、さらにこの日は前年に発生したブラックマンデーからちょうど1年だったことを受け予定していたニューヨーク・ウォール街からの生中継を翌日の20日に延期した。
両球団の監督や選手などへのインタビュー取材を交え、前述の通り1988年12月30日の「ニュースステーション年末スペシャル」で特集を放送した。試合会場となった川崎球場からは当日実況を担当していた朝日放送アナウンサーの安部憲幸が中継を担当した。
1989年11月3日
当番組の企画「ジャイアンツエイド'89」において、読売ジャイアンツがこの年の日本シリーズで優勝した場合、大のジャイアンツファンである徳光和夫が当時メインキャスターを務めていた日本テレビの報道番組『NNNニュースプラス1』に生出演すると公約したのに従い、久米が同番組に生出演した。1987年春に『おしゃれ』が終了して以来2年半ぶりに日本テレビの番組に出演した久米は「読売ジャイアンツ、バンザイ!」と叫び「悔しいですね」と吐露した。さらに、当時フリーアナウンサーに転身したばかりだった徳光に「頑張ってください」とエールを送った。その後、久米は徳光からジャイアンツの選手陣のサインが書かれた帽子をプレゼントされた。なお、この模様は同月6日朝の日本テレビのワイドショー番組『ルックルックこんにちは』でも取り上げられた。

### 1990年代
1991年2月21日
番組開始から出演していた初代コメンテーターの小林一喜が1991年2月19日に死去。番組の冒頭で20分間にわたり追悼特集を組み、小林が座っていた場所には白百合の花がいけられた花瓶が置かれた。終盤では小林が湾岸戦争開戦に際し、番組宛に送った最後のFAXと小林夫人が記した手紙を小宮が読み、号泣した。
1994年4月15日
「ラジオ版ニュースステーション」と題し、ラジオブースに見立てたセットから放送を行った。しかし、評判は芳しくなく、視聴者から厳しい批判の意見が殺到したこともあり2度と行われることはなかった。この模様は2000年元日に放送された後述の「ニュースステーション物語」でも10秒弱流され、ナレーションで「視聴者からは、お叱りの言葉をいただいた」と説明された。なお、ニュース部分はラジオ風に伝えられたがスポーツコーナーは映像がないとつまらないとの判断から通常通りの編成で放送された。なお、当初は4月1日に放送予定だったが、この日の午後に築地の朝日新聞東京本社で立てこもり事件が発生し、関連のニュースに差し替えられたためこの日に延期となった。
1994年4月26日
この日、中華航空140便墜落事故を受け、放送時間を20分延長して放送。番組のほとんどを関連ニュースに充て、名古屋テレビの山崎昭がニューススタジオで受けるかたちで各地の中継などを入れながら詳報を伝えた。なお、搭乗者名簿の読み上げを行う際、テロップと小宮による読み上げがリンクせずずれて流れるトラブルが発生した。
1995年2月17日
兵庫県南部地震（阪神・淡路大震災）の発生から1ヶ月後の1995年2月17日、神戸市中央区のポートアイランドにあるサンテレビジョン本社スタジオから番組を放送。サンテレビはテレビ朝日系列の朝日放送の放送区域である兵庫県をカバーしている系列外の独立UHF放送局である（朝日放送とは業務提携関係にあった）。震災の主たる被災地の地元局であることから、この日のみサンテレビと共同で番組を制作・放送したものである(エンディングの制作協力で紹介。なおこの日は朝日放送、サンテレビだけでなく岡山・香川県域の系列局の瀬戸内海放送も制作協力している)。また当時のサンテレビの看板ニュース番組であった『ニュースEyeランド』の兵庫県内向けニュース・天気予報も全国のANN系列でそのまま流されるなど、報道番組としては極めて異例の取り組みが行われた。なお、阪神大震災関連の政府の動きを伝えた部分やスポーツコーナー、全国の天気予報に関しては東京のスタジオから（朝岡聡と4月から金曜日のサブキャスターを担当することになる岡田洋子が担当）、阪神大震災関連のライフライン情報は朝日放送のスタジオからそれぞれ放送した（朝日放送アナウンサーの堀江政生が担当）。
1995年5月16日
この日、オウム真理教の代表・麻原彰晃（本名：松本智津夫）が逮捕されたことを受け、21時から拡大して放送。番組のほとんどを関連ニュースに充てたほか、当日夜に東京都庁で発生した爆発事件についても最新情報を伝えた。
1998年3月27日
この日、番組開始以来サブキャスターを務めてきた小宮が降板。番組終盤で「ニュースステーション・小宮悦子メモリアル」として、久米が番組開始の1985年から1998年に至るまでの小宮との思い出の映像を久米が直筆で前略...から手紙に書き示しながらナレーションするVTRを放送し、エンディングでは金曜コメンテーターのテリー伊藤からの激励のメッセージの後、直近の歴代天気キャスターであり、この日スタジオに来ていた勝恵子と大石恵から小宮へ花束が贈呈された。ただし、久米はその際「えっちゃんは再来週から夕方（「Jチャンネル」）です」とだけ発言しており、小宮が4月10日以降金曜日のみ継続出演するという説明はされなかった。
1999年2月1日
同日の特集により所沢ダイオキシン騒動（後に民事訴訟で提訴された）が発生。
久米の降板騒動
同年9月28日の放送中、久米は突然「来月の6日で丸14年を迎えますが、わたくしの出演は一区切りつけようと決心しました」「2000年になったらどうしようかという話は鬼が笑うんで今日はやめておこうと思います」と休演を発表した。これはテレビ朝日との間で契約更新に合意できなかったためであり1999年10月6日の放送中にも「14年続いたテレビ朝日とわたくしの契約が切れる、それ以上の理由はない」と説明している。発表通り久米はその10月6日放送分で「わたくしの出演は本日までです。どうも長い間ありがとうございました」という言葉を最後に姿を消し、翌10月7日から年末まで番組を降板する。
この期間は渡辺宜嗣と渡辺真理の2人で進行する。降板翌日の7日放送分では宜嗣が「久米宏はいません。しばらく私がキャスターを務めますが、『ニュースステーション』のキャスターは久米宏です」と異例の釈明をした。
久米は後に著書で「2年ごとの契約が1999年9月いっぱいで切れるため、再契約しない旨をテレビ朝日サイドに伝えた。20世紀が終わるので、きりがいいとも思った」「テレビ朝日は慰留してきたが、合意することは無かった」と述べている。その後もテレビ朝日側から続行を説得され、同局社長との一対一の話し合いも含めてオフィス・トゥー・ワンを挟んで交渉が続けられた結果、3か月間の休養と1年ごとの契約更新で収まったという。この期間の久米についてテレビ朝日は「休暇」としているのに対し、久米自身は「無職」と表現している。一時降板していた3か月間はニュージーランドや東京から九州を車で旅し、東京〜九州の旅では前述した阪神・淡路大震災で被害の大きかった神戸市長田区や雲仙普賢岳の火砕流跡の復興の様子も見て回ったという。
2000年1月1日早朝（編成上は1999年12月31日深夜）
すでに年内の放送そのものは終えているが、1999年12月31日から翌2000年1月1日にかけてテレビ朝日開局40周年記念として放送された年越し特番『24時間地球大騒ぎ!!カウントダウン2000』（小宮と『サンデープロジェクト』の島田紳助が総合司会を務めた）にて、年明け後に放送されたコーナー「20世紀テレビの殿堂」の中で、「ニュースステーション物語」として中井貴一のナレーションで歴代のオープニングや名物企画、歴史的なニュースや上記の出来事、番組の特徴でもある「政治家人形」や積み木を使った解説、歴代コメンテーター、大物ゲストとの対談の映像を「政治家人形」の作家や歴代お天気キャスターへのインタビューを織り交ぜながら紹介した。最後は1991年12月27日（その年最後の放送）のエンディングでの久米の挨拶を流してVTRが終わっている。真理・白木就任後の映像は取り上げられることはなかった。

### 2000年代
2000年1月4日
久米が「あけましておめでとうございます。わたくし、久米宏と申します。戻って来ちゃってどうもすいません。」と発した第一声と共に3か月ぶりの番組復帰を果たす。同時に番組オープニング、タイトルロゴ、スタジオセットがリニューアルされた。その際に復帰した久米は口ひげを蓄えた上、髪染めをやめ白髪交じりとなり、眼鏡についてもそれまでの枠がないレンズのものから枠のあるシャレたデザイン、さらにそれまで金曜チェックなどごく一部の日しか着用していなかったノーネクタイスタイルという、第1期の出演時期とは全く違う大幅なイメージチェンジという出で立ちとなり、復帰翌日のスポーツ紙各紙や日本テレビ『ザ・ワイド』、TBS『ジャスト』、フジテレビ『2時のホント』をはじめとした他局での各ワイドショーで大きく取り上げられた。また、復帰当日の全国紙にはテレビ朝日のロゴと「今夜、ニュースステーションがニュースになる」という文字だけが描かれた広告が掲載された。
2000年5月3日
ほぼ全編西鉄バスジャック事件の立てこもり現場の中継に終始。
2001年1月5日
「15周年ありがとうSP」と題し、放送時間も拡大・前倒しして20時 - 23時9分に放送。前半では久米と爆笑問題が出演し、前年末まで視聴者から久米宛に募集した年賀状から抽選で生電話し、二千円札など番組内でニュースとして取り上げたものをプレゼント。後半は普段通りのニュースやスポーツ、特集は15周年にちなんだ内容で放送した。
2001年7月23日 - 27日
福岡市で開催した世界水泳の独占放送権をテレビ朝日が取得。世界水泳の中継が午後9時24分に終わってしまうため、ちょうど第19回参議院議員通常選挙が行われる直前ということもあって、この間「SPECIAL WEEK」とし、21時36分からの放送となった。
2001年9月11日 - 13日
久米が遅めの夏休みをとり、真理と萩谷だけで放送していた11日。放送開始前の日本時間午後9時45分、ニューヨークの世界貿易センタービルに旅客機が突入。台風15号のニュースを伝えた後、第一報を報じた（アメリカ同時多発テロ事件）。その後、台風15号のニュースの続報を伝えている最中に2機目が突入。この事態により、午前0時まで放送した。上山は直後のANN報道特別番組から宜嗣と共に担当。
12日、『はぐれ刑事純情派』を休止。21時から23時30分までの放送で、全編テロ報道となる。
13日、休暇中の久米が夏休みを切り上げて復帰。番組欄の最後に「久米宏」と書いてアピール。プロ野球速報も伝え、放送時間の拡大もなかったが、11日・12日より高い視聴率を記録した。
2001年9月26日
この日の当番組の前座の時間帯で、プロ野球、パ・リーグの大阪近鉄バファローズのリーグ優勝が懸かった対オリックス・ブルーウェーブ（現：オリックス・バファローズ）戦を朝日放送（現：朝日放送テレビ）の制作で全国ネット生中継していた。試合は近鉄が3点リードされた状態で迎えた9回裏、ノーアウト満塁の状況から代打・北川博敏が逆転サヨナラ満塁ホームランを放ち優勝を決める劇的な結末を迎えた。中継終了後に始まった当番組でも、番組冒頭で北川が逆転サヨナラ満塁ホームランを打った瞬間を流し、スタジオの久米も「こんな漫画みたいなことが起こるんですね」と驚いた。その後、予定していた内容を一部変更し、試合が行われていた大阪ドームからの中継を交えながら近鉄のパ・リーグ優勝関連のニュースを詳報した。
2002年1月18日
この日、NHK京都放送局で立てこもり事件が発生。21時54分の番組冒頭からトップニュースで伝え、「犯人は現在も立てこもり中、動きがあり次第お伝えする」として次のニュースへ進行した。しかし、午後10時ちょうどに京都府警察が突入を開始。NHKテレビの報道番組『NHKニュース10』がまさにその瞬間を生中継で伝え、ニュースステーションとしては遅れを取る格好となってしまった。その後、犯人確保の続報を伝えるも、久米が最後に「いやんなっちゃうなぁ〜、（『 - ニュース10』が始まる）10時ちょうどに突入するんだもん」とぼやく始末だった。
2002年5月14日
ミャンマーで、軍事政権により軟禁されているアウンサンスーチーと久米が5分間の電話対談を行い、録音した音声を放送した。なお、久米はミャンマーの軍事政権を嫌い、国名を旧国名の「ビルマ」と伝えていた。
2002年6月14日
2002 FIFAワールドカップで、日本代表が初めての決勝トーナメント進出を決定したこの日は、この日チュニジア戦が行われた長居陸上競技場にほど近い、大阪市のABCスタジオから生放送が実現した。
2003年9月15日
プロ野球・阪神タイガースが番組が始まった1985年以来18年ぶりのセ・リーグ優勝を決めたこの日は、冒頭からタイガース優勝関連のニュースを中心に放送し、大阪市内のホテルで行われた祝勝会ビールかけの模様も生中継で伝えた。さらに、大阪有数の繁華街・道頓堀でタイガースの優勝を祝う大阪市民たちの盛り上がりも現地から生中継で伝えたが、その際久米は道頓堀を「第2祝勝会会場」と表現していた。また、この日の番組中、2003年6月に福岡市で起きた一家殺害事件の続報を報じた際、VTRの音声が出ないトラブルが発生し、エンディング前に久米がニュースの内容を簡潔にまとめた原稿を読み上げる場面があった。なお、久米は3週間の夏休みとその間の同年8月25日に開いた番組終了の発表会見を経て、この日から番組に復帰したがその事には最後まで一切触れずいつも通りに番組を進行した。
2003年12月19日
同じ六本木ヒルズ内に本社を置くJ-WAVE（六本木ヒルズ森タワー）の『Jam the WORLD』と同時放送（午後9時から30分ほど。年内最後の放送という事もあり1時間早めて放送）、久米とパトリック・ハーランがニュース原稿を読み、久米がJ-WAVE社内の様子をリポート、平井堅が六本木ヒルズ内から生中継で『見上げてごらん夜の星を』を披露した。

### 最終回（2004年3月26日放送）
オープニングでは、番組開始と同じ1985年に植えられたアークヒルズの桜並木から夜桜中継を行い、スタジオに映像が切り替わるとアークヒルズの夜桜の映像をバックに久米が「こんばんは。最後の『ニュースステーション』です」と挨拶。その後、アークヒルズの桜並木への思い入れを語った。なお、後継番組『報道ステーション』の初代メインキャスター・古舘伊知郎時代最後の回（2016年3月31日放送）でも同様にオープニングでアークヒルズからの夜桜中継を行った。オープニングの後は、後継番組『報道ステーション』の初代メインキャスター・古舘伊知郎時代最後の回同様、この日で最後とは思えない程の通常通りの内容で放送した。番組中には、細川護煕元首相が久米に宛てたビデオメッセージや石原慎太郎東京都知事（当時）が当日の定例会見で当番組が終わることについて問われた際の様子なども流した。
一通りニュースを伝え終わった後の番組中盤では「ニュースが撒いた種」としてニュースステーションと縁のある一般視聴者への取材VTRを小西真奈美のナレーションで放送した後、久米は「『ニュースステーション』続ける中で一番苦労したというか、辛かったことっていうのは、いつ終わるかわからないこの番組は、ということでした。（中略）そこで、今日ようやく最終回を迎えたわけですが、「今日最終回を迎えるんだ。そういうことが将来にあるんだということを過去の自分に何とか教えてあげたい」とわたくしはふと思いつきました。そして、過去の自分に3日前（2004年3月23日）に会いに行ってきました」と切り出し、1995年10月16日の番組10周年の特別企画の際に、10年目を迎えた久米が、番組初回の自分を激励しに、当時のスタジオへ行った企画の映像を使い、最終回を迎える久米が、1年目の自分と10年目の自分に、番組終了を報告しに行くVTRが放送された（前述の日付に収録）。
VTRが一旦一区切りしてニュースを2本伝えた際、イラクでの陸上自衛隊の支援活動についてのニュースで久米は「発言の場がなくなってしまうのでもう一度申し上げておきますが、僕はイラクへ自衛隊を日本が派遣する事は反対です」とコメントした。その後天気予報では上山が、スポーツでは角澤と河野がそれぞれ視聴者へ一言挨拶した。
前述のVTRで番組終了を報告した部分は番組として最後となるCM明けに放送され、続けて歴代オープニング曲とその当時の久米の映像を交え、これまで19年間のニュースを振り返った。
その後、フラッシュニュースを挟んでエンディングではまず真理が視聴者への挨拶の一言を述べた。そして、久米が民間放送の在り方について、視聴者を始め、広告代理店の電通、歴代のスポンサー・スタッフなどへ感謝の言葉、小学生時代の自らの通知表の内容、番組や久米個人に対する批判者へのお礼などを述べた。その途中で「僕のご褒美」として久米はセットの中にあった冷蔵庫からビール瓶を取り出した。さらに、中国語によるパロディ予告編「久米的電視台」が放送された。
最後は、スタジオに集まった出演者・関係者からの大きな拍手の中、「じゃ、乾杯」と言って久米が一人手酌のビールを一気に飲み干して、「（降板し、一度「お別れ」していた時期があったためか）本当にお別れです。さようなら!」と挨拶し、番組は終了。60歳を目前にして19年間の歴史に幕を閉じた。
番組終了後、同日中に競合番組である『筑紫哲也 NEWS23』（TBSテレビ）内のコーナー「多事争論」で、筑紫哲也が久米宏への「労いの言葉」を述べたことを始め（その日のタイトルは「さようなら、NS」）、翌日以降の情報・バラエティ番組、新聞各紙等でも報道されるなど、報道番組としては極めて例外的な扱いを受けた。
最終回の視聴率は19.7%（ビデオリサーチ調べ、関東地区・世帯・リアルタイム）。
本番組の終了によりプロダクションのオフィス・トゥー・ワンは、同時間帯の報道番組制作から撤退することになる。その後、後継番組『報道ステーション』についてはテレビ朝日と初代メインキャスター・古舘伊知郎の所属事務所でもある古舘プロジェクトの同時間帯の報道番組制作（形としては古舘プロジェクトは制作協力扱い）の引き続きでの体制を取っていたが、古舘が2016年3月31日をもって降板したのに伴い古舘プロジェクトも同時間帯の報道番組制作から撤退することになった為、本番組から31年間にわたって長く続いた平日22時台の報道番組の制作プロダクションは完全に廃止され、2016年4月11日の全面リニューアル以降はテレビ朝日の単独制作になった。
なお後継番組『報道ステーション』については内容の一言を述べておらず、初代メインキャスター・古舘伊知郎にエールを送っていなかったためか、本番組とは全く別の番組だった場面があったという位置付けがなされ、久米側の意向でテレビ朝日側が当初計画していた花束贈呈などの司会者の引き継ぎは一切行われなかった。なお、後継番組『報道ステーション』の初代メインキャスター・古舘伊知郎時代最後の回（2016年3月31日放送）でも同様に花束贈呈などの司会者の引き継ぎは一切行われなかったが、古舘が最後の挨拶の中で、後継番組『報道ステーション』とは全く別の番組だった本番組についての内容の一言を述べた事をはじめ、後任のメインキャスター・富川悠太（当時テレビ朝日アナウンサー）に「乱世の雄になってもらいたい」などとエールを送るという位置付けがなされた場面があった。

## 番組構成
番組内で久米が番組の放送開始・主なコーナーの開始時間を一定にするようアピールしてきた。番組（または野球速報）を「日々の生活の一部」として観ている視聴者を尊重してのことで、放送時間の変更があれば、時には前週から丁寧に予告していた。10時開始だった2000年3月までの番組構成を例に挙げると、スポーツは22:30頃、天気予報は22:50頃に放送。

## 主なコーナー
ニュースフラッシュ
番組終盤に放送。開始当初は「ニュースウォッチ」と題し、映像に乗せてNスタジオから小宮と坪井(貴)が交互に読み上げていた。後に久米・小宮・コメンテーターの3人体制が定着してから90年代までは久米単独、もしくは久米とサブキャスター（小宮→真理）の2人で16項目表示可能な電光ボードを使いながらニュースを1項目20秒程度で一気に伝えていた。90年代半ばにボードを更新してからは、初めに「一枚の写真」と題してボードに映し出された写真にまつわるニュースを伝えた後、ボードのパネルを回転させてニュース項目を表示させる場面転換の演出を付加した。
2000年から番組終了までは初期以来、スタジオ演出を用いず映像のみで構成、BGMやアタック音も加わった（読みは主に真理が担当）。この時、久米が前振りで「できるだけニュース」と言うのが通例だった。
天気予報
天気キャスターが読み上げる。気象予報士の資格を持つキャスターは自ら解説する演出もあった。1991年からウェザーニューズが開発した3DCGによる演出を実施。中期になると季節の変わり目等の節目節目に有名な産地や名所へ行ったり、後述の夜桜中継や滝中継・紅葉中継と合わせて行うこともあった。
特集
様々なニュースやそのニュースに関連した内容など、多種多様にわたって取り上げる。この他、後述の企画、各月の行事や最新の流行もの、話題のものに関するものまで幅広く取り上げている。2000年代は気になる現代社会問題のニュースや最近のニュースに関連した内容を取り上げる「NEWS IN-DEPTH」というコーナーもあった。また、88年5月3日からは原発事故を想定したドラマを番組内で流していた（街にサイレンが鳴る日）。

## スポーツ
本番組では当初からスポーツニュースに力を入れ、番組後半の多くをスポーツコーナーに費やした。久米曰く「スポーツは僕たちの生活にとって考えている以上に重要な存在だ。ひいきのプロ野球チームの観戦をしたり、ファン同士で熱く語らい合ったり、試合結果に一喜一憂したり。いかにスポーツが自分たちの人生を豊かにしているか。ふさぎがちな日も「阪神が勝った!」で、ほとんどのウサが吹き飛ぶほどの力をスポーツは持っている」「映像技術によって、スポーツの魅力を多角的に伝えることができる。つまりテレビがその機能を最大限に発揮できるジャンルがスポーツなのだ」として、番組開始前からスポーツ担当のスタッフと「スポーツがなぜ重要か」「スポーツをいかに楽しく伝えられるか」を議論し、「スポーツの大切さを視聴者に伝えよう、そのための時間をたっぷり取ろう」という方針を共有した。その方針から以下のような企画や伝え方がなされていた。

### 野球
プロ野球に関しては当日の試合速報が番組の主力コンテンツとしてあり続けた。2月の「キャンプフラッシュ」、3月の「順位予想」、10月の「日本シリーズ予想&解説」が恒例。日本シリーズに関しては該当チーム以外の監督・選手が解説者として出演することもあった。
プロ野球速報
番組初期、プロ野球のある日は「日本一速いプロ野球速報」をウリにしていた『スポーツTODAY』に対抗すべく22:25頃から「プロ野球速報」として放送していた。試合速報は取材した放送局が編集・ナレーションを行い、各リーグの順位表が初代セットの一部に組み込まれていた。
試合映像は各放送局から配信（ナレーションも原則各放送局アナウンサー。地方球場遠征の場合、系列局がない地域ではテレ朝か近隣系列局アナウンサーが行う場合あり）しており、試合の映像が終わってから、東京のスタジオから詳細なスコアテーブルを全画面表示して、選手・監督のコメント、記録などの一口メモを流すという体裁だった。
番組では「マイナー路線」「判官びいき」として、当時のプロ野球では当たり前だったセ・リーグの巨人戦だけにスポットを当ててパ・リーグは見向きもしないという伝え方をせず、セ・パ両リーグを区別せずに全球団を平等に速報した。
当初から独自のコーナージングルを採用しており、アニメ番組の主題歌のイントロを加工したものも使用されたりした。
また、1992年のシーズンからチームの呼称を報道番組としては初めて愛称名（「ジャイアンツ」「ライオンズ」など）のみとした。その後一時「親会社名＋愛称名」のフル名称になった時期もあったが、「巨人」あるいは親会社名のみの呼び方は番組終了までされなかった。これは「球団はファンのものであり、スポンサー会社のものではない。スポーツを企業主体で商業化、広告塔化するべきではない」という考えによるもの。ペナントレースの優勝チームの決定が近づくとくす玉がセットに吊り下げられ、優勝が決まるとそれを割って祝福するシーンもあった。
日刊スポーツとの中継
木曜の放送で、「まゆげのノーさん」こと日刊スポーツの野崎靖博編集委員が出演。同社東京本社（築地）と中継回線をつないで、プロ野球解説や翌日の日刊スポーツ紙面の紹介を行っていた。
プロ野球1分勝負
ニュースフラッシュのあとに放送された名場面（珍プレー）を中心に、その日のプロ野球を1分でまとめたコーナー。1999年のシーズンまで放送された。BGMは真心ブラザーズの「どか〜ん」、高原兄の「天下無敵の一発屋」等。
クドちゃんナベちゃん キャンプフライデー
1987年の春季キャンプにて、西武ライオンズに在籍していた工藤公康と渡辺久信によるキャンプ地リポートコーナー。
ジャイアンツエイド
広島ファンの久米宏が、巨人ファンの著名人（糸井重里や黒鉄ヒロシ、川崎徹）を招いて、巨人が優勝するための策などを主張させ合った。
宜嗣とドラゴンズ
プロ野球キャンプ取材では、中日ドラゴンズの大ファンである渡辺宜嗣が毎年、中日の北谷キャンプを取材し、監督らにインタビューし、最後に「燃えよドラゴンズ!」を大熱唱することが恒例となっていた。
久米さん、始球式ですよ!
2000年、久米宏が福岡ドームで行われる福岡ダイエー対千葉ロッテの開幕戦始球式を務めることになり、始球式用の練習の様子やキャッチボール、本番に至る様子が数回に渡って放送された。久米はファンであるダイエーのユニフォームで登場し、背番号はこの年、当番組がフライングスタート（9時54分）を開始したことにちなんだ「9:54」。

### サッカー
川平慈英が専属キャスターとして、Jリーグ開幕時から番組終了まで出演した。Jリーグも試合のある日は全試合の結果を放送、特集枠をJリーグ情報に充てることもしばしばあった。1998年サッカーW杯では川平がフランスから連日放送。2002年W杯ではテレビ朝日が担当した日本対チュニジア戦の放送を久米と川平の司会で放送した。
放送日にJリーグの試合がある場合、他のスポーツニュースでは試合映像の終わりのところでその試合のスコア結果を字幕出ししていたが、この番組はプロ野球と同じ要領で、試合映像を最初に映した後、映像が終わってから別のカットで詳細なスコアテーブルを全画面表示して、そこに川平が選手・監督談話や記録などの一口メモを述べる体裁をとっていた（一部の日、1 - 2試合程度しか行われなかった場合は除く）。
マンデーJ/MJ
水曜の常時開催がなくなると月曜日に名シーンを放送する「MJ（Monday J League）」を放送。日本人選手の海外進出や2002年W杯人気もあり、海外リーグの話題も伝えた。特に1999年J2リーグ発足以後からは、週末に行われたJ2の試合を他のスポーツニュースよりも詳しく伝えた（J1は注目のカード数試合を抜粋して放送）。これには川平は登場しない。
川平慈英のJ2めぐり
この「マンデーJ」との連動で、1999年のJ2発足当時に、「J2のオリジナル10」といわれるチームを川平が訪問し、そのチームのJリーグでの取り組みや試合の観戦レポートを紹介するコーナーがあった。
都並さんといっしょ
当時サッカー解説者であった都並敏史が登場し、川平とともに、サッカーについてのミニ知識などを解説したコーナー。
レインボー
Over The Rainbowのエレキギター演奏と共に、ゴールシーンの映像を振り返り、ボールの軌道を虹になぞらえて演出する。日本代表試合での日本代表選手のゴールシーンなどに使用。
「次はいつ?」
川平にはお馴染みのフレーズが多く存在した。「いいんですか?いいんです!」や心酔した時の「くぅーーー!」など。ハイテンション過ぎて、久米から「次はいつ来るの?」と冷やかし半分に訊かれ、未定だと「（呼ばれれば）いつでも!!」と締める事が多かった。

### その他スポーツ
特集
スポーツ特集は野球・サッカー以外の幅広い競技にも及ぶ。マイナースポーツの取材数では他のスポーツニュース番組より圧倒的に多く、さらに毎年継続して取り上げた（パリ・ダカール・ラリーやアメリカスカップなど）。スポーツ特集には宮嶋泰子がディレクターとして取材。
スポーツ中継告知
テレビ朝日で放送されるスポーツ中継の告知は色々な形で行われた。ル・マン24時間レースや全英オープンゴルフや全米オープンゴルフ（男女・シニア）のある時期は開催先から解説陣が最新の様子を伝えるなど、告知は怠らなかった。また、全英オープンの際の久米と青木功の掛け合いも名物であった。
ネーミング
なにかとダジャレや気の利いたフレーズを使うことが多かった。Jリーグ順位掲示板「回転くん」「かめすけ」や、2002 FIFAワールドカップカウントダウンの「あと韓日くん」など。
角澤ポジション（角ポジ）
2000年1月4日の久米復帰に合わせたスタジオリニューアルに合わせ、ブーメランテーブルの手前に、当時のスポーツ担当であった角澤照治の専用席が設けられ、以降、角澤担当曜日のみその専用席に角澤が位置してスポーツコーナーを進行する形になった。これにより、角澤は久米・真理・上山の3人を背にして進行を行う形になり、各出演者の表情も一緒に覗うことができるようになった。基本的にはコーナー全体を通して専用席で進行するが、最初は専用席で進行し、途中からブーメランテーブルに移動して進行を行うこともあり、状況に応じて専用席とブーメランテーブルを使い分けていた。この専用席は通称「角澤ポジション」と呼ばれた。
なお、角澤以外の女性スポーツキャスターは従来通りブーメランテーブルで進行していたが、角澤不在時の代行担当者らが「角ポジ」を使用するとカビラーバや上山地方といった名称がついた。

## 名物企画・シリーズなど
夜桜中継
「夜桜中継」は例年春に行われた大規模な中継である。初期に担当した若林正人は、久米の進行が気に食わないことが多く、契約が終わると久米批判で知られるようになった。夜桜中継は他系列の南海放送や四国放送なども中継に協力していた（裏送り）。正式なANNのネットワークニュースではないために協力が得やすかったと言われる。初回は1986年3月31日、最終回は2004年3月26日（番組自体も最終回）に放送、初回・最終回いずれも鹿児島市の仙巌園（磯山）が中継先となった。このほかに夏の「滝中継」、秋の「紅葉中継」も行われた。久米によると「日本の美」を演出するために仮設やぐらを組み立てて、500ワットと1ワットのパーライトを10〜20個ほどつけていたという。本コーナーは後継番組『報道ステーション』にも引き継がれており、初代メインキャスターを務める古舘伊知郎時代最後の回である2016年3月31日に放送されていた。
立松和平こころと感動の旅
作家・立松和平が世界各地からの衛星生中継もしくはVTR（後者の場合、立松はスタジオ出演）で、自然の中を旅するリポート。須賀潮美による水中リポートも織り込まれることがあった。立松の独特の語り調子と、須賀の酸素ボンベでの呼吸音が話題を呼んだ。初期は、須賀の実父須賀次郎がカメラマンとして同行していた。
金曜コンサート
若林正人がクラシック音楽を紹介した企画。進行部分のロケ地はアーク放送センターに隣接しているサントリーホールで、使用する演奏映像もサントリーホールで開催されたコンサートの映像も使われていた。1988年9月23日に、矢沢永吉が名古屋テレビから中継出演した際は、このタイトルで放送した。
最後の晩餐
『最後の晩餐』は、久米が著名人に「人生最後に食べたいもの」というテーマでインタビューするという企画。のちに単行本化された。なお、久米の夏季休暇が3週間で定着してから考え出された企画で、初期は休暇3週目に放送されていた。
シリーズ日本の駅
国鉄分割民営化が目前に迫っていた1986年当時、日本の様々な駅を紹介した。中島みゆきの「おだやかな時代」がテーマソング。国鉄民営化をもってコーナーも終了した。
シリーズ新・日本の駅
小林旭の「駅」がテーマソング。
マンハッタン瓦版
ニューヨーク支局の内田忠男が、地元紙の気になる記事を紹介するコーナー。渡辺みなみが代役を務めることもあった。
絶滅危惧商品
忘れかけた頃に放送されるシリーズ。戦後復興期に使われ、その後使用されなくなった商品の今昔を、ナレーターがその商品に扮して伝える。
小泉武夫の○○の快楽
発酵食品の研究で知られる小泉武夫教授が、さまざまな地域の地元食を訪ねるもの。これを端に、発酵食品だけにとらわれず、いろいろな地元食を扱った。
業界新聞
あまり目に触れることのない、業界内向けの新聞に着眼点を置き、その新聞の生い立ちや、取り扱う業界について探る。
登山シリーズ
テレビ朝日のディレクター・大谷映芳（『渡辺篤史の建もの探訪』プロデューサーなどを歴任）による登山紀行。ムスタン取材は何回かに分けて放送、これ以降は江守徹がナレーターを務める。後に日曜午後に放送される番組の先行ダイジェスト版という形式をとる。
ビートルズ映像公開
ビートルズが『エド・サリヴァン・ショー』に出演した映像や、1995年に発表した「新曲」「フリー・アズ・ア・バード」のミュージック・ビデオの日本初公開、Apple Computerがリマスタリングした際に作成した日本で1回しか放送できないミュージックビデオなど貴重な映像を放送。
チャンスの前髪
渡辺真理が、話題の人物にインタビューする企画。
轡田隆史のぶらり旅
朝日新聞の論説委員でかつてコメンテーターだった轡田隆史が各地を旅するという企画。

## 所沢ダイオキシン問題
1999年2月1日に「汚染地の苦悩 農作物は安全か?」と題した特集で、民間の環境測定コンサルティング企業である株式会社環境総合研究所（1986年設立、本社・品川区、青山貞一社長）が1998年に独自に計測したデータから、『所沢市の“ホウレンソウをメインとする野菜”/“葉っぱものの野菜”から1グラム当たり3.8ピコグラムのダイオキシン濃度が検出された』と、青山社長がコメンテーターとして久米と対談のうえセンセーショナルに報道した。予てから埼玉県所沢市東部の関越自動車道沿いに広がる「くぬぎ山」と称する雑木林周辺で産業廃棄物の小型焼却炉や中間処分場が1990年以降多数立地するようになり、排煙や焼却灰に含まれるダイオキシンによる大気汚染・環境問題が懸念されていた。1997年に厚生省が全国の野菜に含まれるダイオキシン濃度を検査したことを受け、JA所沢（現:JAいるま野）は地元産のホウレンソウや白菜など野菜5品目を測定するも公表しなかった。そこで番組はこれら周辺の状況を絡めて報じたのである。
この結果、ホウレンソウを始めとする所沢産の野菜がダイオキシンに汚染されていると食品スーパーなど小売業各社が認識し、翌2日より所沢・入間郡産はもとより、一部で県北部の深谷ネギなど埼玉県産の農作物全般で自主的に販売停止措置を講じて締め出されるという騒動に発展。農作物の出荷は継続されるも青果市場で埼玉県産農作物の卸価格が半値以下に下落する被害が出た。
当時、全国朝日放送(通称:テレビ朝日)は『ザ・スクープ』で1995年から1998年にかけて所沢市の産業廃棄物処理場とダイオキシン汚染による健康被害など環境問題を7回取り上げており（判例より）、初回放送直後の放送回でコメンテーターの菅沼は「この報道をやめて（ダイオキシン問題を）救えるかってんだ!」と生放送の番組内で大声で啖呵を切るなどして誤りを認めなかった。
これを受け、同月5日に埼玉県が事実確認を行う旨公表し、テレビ朝日以外のキー局は番組名を伏せて情報番組などで騒動を取り上げるようになった。同月6日にJA所沢（現:JAいるま野）が検査結果を公表する動きを見せ、同月8日にJAと地元農家がテレビ朝日を訪問し抗議。同月9日にJAは野菜のダイオキシン濃度はきわめて低いとする詳細な検査結果を公表し、安全宣言。同月18日に埼玉県が報道の最高値は煎茶であったと発表し、全国朝日放送は番組内で不手際があった事を認めた。煎茶は乾燥しているため本体重量が軽く、生鮮野菜と同量のダイオキシンが見かけの上で多く計算されることによるもので、飲用では健康に悪影響はないものだった。なお、ホウレンソウも同時に計測されており、1グラム中最高0.75ピコグラムであったことが後日公表されており、青山や久米が“ホウレンソウをメインとする葉っぱものの野菜”と抽象的で曖昧な表現に歪曲して批評したことから報道被害を招いたとされている。
同月12日に中川昭一農水相が全国朝日放送(テレビ朝日)報道局長宛に調査を行うよう申し入れを行い、翌2月13日、久米が番組内で農家に謝罪。「検査対象が茶だとは知らなかった」と弁明したが、その後、批判対象は環境汚染の元凶である産廃施設とそれを管轄する行政（所沢市・埼玉県）にあるとする動きを見せた。
全国朝日放送は同年6月21日付で郵政省（現：総務省）から「農業生産者に迷惑をかけ、視聴者に混乱を生じさせる不正確な表現が行われたことは、放送法の趣旨に照らし遺憾」として厳重注意の行政指導を受けた。
所沢市周辺の食品スーパーでは徐々に野菜の販売が再開されたが、それ以外の埼玉県内を含む首都圏の食品スーパー・百貨店では農作物の販売再開に慎重な動きを示した。また逆に狭山茶など埼玉産の煎茶が販売自粛に追いやられ、鹿児島県や静岡県は煎茶のダイオキシン濃度を自主的に検査する動きを見せた。後に中川農水相や小渕恵三首相が所沢産野菜を食して安全宣言を出すパフォーマンスを行う事態になった。
農家側は同年に風評損害を受けたとして、同年9月に当初376人の原告団を結成して全国朝日放送(ANB)と環境総合研究所に対して謝罪広告の要求を兼ねた損害賠償請求の集団訴訟を提訴し（浦和地裁 平成11年（ワ）1647号）、民事事件へと発展した。この一連の騒動は販売停止の解消と提訴が行われるまで地元紙の埼玉新聞でほぼ連日報道されていたが、同時期に桶川ストーカー殺人事件や本庄保険金殺人事件など皮肉にも埼玉県を事件現場とする凶悪事件が立て続けに発生し、前者は日本におけるストーカー問題提起のきっかけとなる程社会に衝撃を与えた事件であり後者は被疑者が繰り返しメディアに会見を行うというその行動の特異性からこぞって各マスコミがこの2つの事件の取材に人員を回したことから各マスコミでの報道は急速に縮小した。
訴訟では2001年判決の1審と2002年判決の2審（東京高裁平成13年（ネ）第3301号）がテレビ朝日側が勝訴、最高裁で2審の判決を破棄し、東京高裁に差し戻された（（一小）平成14年（受）第846号）。番組終了後の2004年6月16日に、テレビ朝日が農家側に謝罪して和解金1000万円を支払うことで和解が成立。原告団は900万円を三宅島噴火被害による農業振興に役立てて欲しいと三宅村に、100万円を食育活動へ役立てて欲しいと所沢市に寄付した。環境総合研究所に対しては測定内容が事実であったことから1審・2審ともに敗訴が確定している。
『ザ・スクープ』の報道後の1997年に所沢市は「ダイオキシンを少なくし所沢にきれいな空気を取り戻すための条例」など幾つかの条例を施行していたが、この騒動を受けて埼玉県は野焼きの自粛要請・産業廃棄物排出事業者の公表を、政府レベルでは「ダイオキシン類対策特別措置法」・「循環型社会形成推進基本法」が施行され、廃棄物や焼却炉に対する規制が強化された。また、くぬぎ山に所在する産業廃棄物の焼却炉は不燃物を粉砕する中間処理施設への転換が相次いだ。
久米はゲスト出演した2014年2月23日放送の『爆笑問題の日曜サンデー』（TBSラジオ系）の中で「地域的にも、所沢の方とか、いろんな所に迷惑をかけた。裁判所に呼ばれそうになるし」といった発言をしている。

## 演出

### スタジオセット
それまでニュース番組のセットは、キャスターの背後にクロマキーなどの壁板を置き、横1列になって座るのが主流だった。当番組では後述するように「全国の都市生活者に向けて発信する」という理念から、従来の壁板というセットを廃し、都心の高級マンションの一室のような、都会的でおしゃれなオフィス空間をコンセプトに、「自宅で食べたりくつろいだりするような日常の気分を番組に持ち込みたかった」という。本物の質感とイメージを追求し、木組みの床を貼り、柱や梁、階段には建築用資材を使用。セット建て込みには美術スタッフだけではなく大工の手も借りたという。セットはすべて久米が提供したコンセプトとイメージが実現された。久米はスタッフに念のため予算を聞いたところ「考えなくていい」と言われたという。
スタジオセットは、テレビ朝日アーク放送センター地下3階にあったAスタジオ（テレビ朝日の本社移転後は、六本木ヒルズ新本社4階にある第4スタジオ）に常時建て込まれている状態で、2階（末期のセットでは3階）まで作られたほか、ゲストを招く部屋や家具までも仕込まれるなど大掛りで非常に手の込んだものになっている。コンセプトは「久米宏の部屋」で、放送終了までに5回改築された。
初代：1985年10月7日 - 1990年10月
- ドラマ担当の美術デザイナーが担当。アメリカ・ABCの朝の報道・情報番組『グッド・モーニング・アメリカ』のスタジオセットで採用されていたリビングスタイルのイメージをもとに、「アークヒルズ敷地内のビルの最上階の久米宏のオフィス兼リビング」という設定で制作された[42]。
- セット自体は白を基調とし、茶色・木目調の什器類がアクセントを添えている。質感や色は、久米の当時の自宅の部屋にそっくりだという。背景のホリゾント幕には、アークヒルズから見える東京都心部の高層ビル群を再現したミニチュアを配した。ビル上部の航空障害灯の明滅まで再現されたり、東京地方が雨の日には窓の外に雨を降らせ、窓にも雨水が垂れるといった精巧なものである[43]。正面奥には、スタッフルーム（後にゲスト用の客間）、右手にはソファのある応接セットがあり[43]、1988年3月までの金曜版は、応接セットの位置から放送した。応接セットの壁面は幾度か改装されている。左側の壁には巨大プロ野球順位表が設置されていたがこちらも改装が繰り返されていた。

2代目：1990年10月 - 1995年11月
- テーマは「無駄な豊かさ」[43]。
- 先代と同じく白を基調とし、テーブルの中央奥には前述したJリーグ順位掲示板の「回転くん」「かめすけ」が、右奥にはゲストが待機するテーブルと椅子がある[44]。

3代目：1995年11月 - 1999年8月
- テーマは、「バブル期の華やかさ豪華さの次に来るもの」[43]。
- これまでの雰囲気を一新し、富山県や岐阜県飛騨地方にあった民家の木材を使用[42]。暖炉や初代よりは小規模ながら応接セットがあった。この代まではアークヒルズを左側に望む夜景のホリゾントとアーク森ビルのミニチュアが置かれていた[45]。

4代目：1999年8月 - 1999年12月23日
- これまで部屋の改築（セット改装）が行われていた期間は1階のNスタジオから全編放送していたが、5代目へのセット改装はこれまでの代よりも長期に及ぶため、3代目の「バブル期の華やかさ豪華さの次に来るもの」というテーマ・使用材料が木材という部分を残したまま小規模なセットが作られた。3代目の2階にあるという設定の「書斎」がテーマで、蔵書は1500冊あるという。ブーメランテーブルの左側にはゲストが待機する客間、右側にはパソコンが2台ある[46]。そのセットからの最初の放送では3代目のセットで久米がセット改装の説明をして、2階へと上がり4代目のセットへと繋がるドアを開けようとするVTRを流した後、ドアから久米が出てくる部分以降が生放送の映像に切り替わる演出があった。このセット奥の窓には高層階からではないが夜景が見えていた。この時に久米の契約交渉がまとまらず、久米は3か月間不在となる。

5代目：2000年1月4日 - 2003年9月26日
- レンガがアクセントになったセットで、久米曰く「自動車修理工場としても使われた関東のとある倉庫を改装した」という設定。美術（大道具）搬入口付近まで建て込むなどアークAスタに組んでいたセットとしてはこれまでで最大の規模となった。1階左奥には囲炉裏を囲んだ板の間、その手前にはテラス。正面奥にはキッチンその右手前には書斎。2階左側に趣味の部屋、ここは「ビートルズ映像公開」企画で使用された。同じく2階右側は通路を兼ねた書棚が置かれている。ここは天気コーナーでしばらく使用していた。2002年4月に1階書斎部分を改装した。

6代目：2003年9月29日 - 2004年3月26日
- テレビ朝日の社屋移転に伴い、使用していたスタジオはアーク放送センターAスタジオから、六本木ヒルズ新本社の第4スタジオへ変更となった。
- 「東京湾に浮かぶ700tクラスの貨物船の船底をイメージした」という3階建ての作りで、40tもの鉄を使い、建て込みには数百人がかりで1ヶ月もかかった超豪華なセットであった[47]。同じスタジオ内には夕方のニュース番組『スーパーJチャンネル』のセットも作られ、『ニュースステーション』よりは小規模ながらも、共通のデザインコンセプトで設計されている。『ニュースステーション』側のセットは現社屋への移転時点で番組終了が決定していたためわずか半年で撤去されたが、『Jチャンネル』側のセットは残され、2017年12月27日まで幾度か手直しを加えたうえで継続使用された。
- 新セットを作るにあたり、テーブルなどほとんどのセット内のものは新調されたが、一部の家具や小物は前のセットから引き続き使用された。
- 番組終了後、この6代目セットと10代目オープニング映像、リアルタイムCGにより、スタッフが2003年度のテレビ美術を対象とする「第31回伊藤熹朔賞」を受けた。

#### ブーメランテーブル
『ニュースステーション』ではキャスター席に特徴的な「ブーメランテーブル」が使われ、メールマガジンのタイトルを『NSブーメラン』とするなどこの番組の名物であった。番組開始当初は濃い色のものが使用されていたが、後に交換されたときには薄い色のものへ変更になった。テーブル自体は、大道具担当ではなく家具メーカーに発注し作られた。
それまでは前述のとおり、横一列に座るのが主流だったが、多くの出演者が座って話す際、横一列では平面的になり、互いの顔を正面から見ることができず、丸いテーブルだと視聴者不在の印象を与えてしまうことから、画面効果と機能面を突き詰めて余分な部分を突き詰めた結果、「湾曲したテーブルの形」になったという。磨きぬいたテーブルに傷がつかないように出演者もスタッフも細心の注意を払い、本番開始直前までテーブルは分厚い布製カバーで覆われ、本番終了後も直ちにカバーをかぶせていた。テーブルは食卓をイメージしているため、従来のように前を覆っておらず、出演者の脚や靴までがすべて見える。さらに、それまで出演者は一つの画面に収めるために肩と肩がぶつかるほど座っていたのを、十分な距離を置いて座らせ、空間を贅沢に使った。
ブーメランテーブルについては、「湾曲していたほうが出演者同士が話しやすい」「情報は一方的伝えるだけでなく、視聴者から帰ってくる反応を汲み取り、さらにまたニュースを伝える」との意図があった。キャスターの足が見えるテーブルは、ニュース番組では初めての試みであり、家具メーカーが製造した一般のテーブルのため、音声のカフボックスや確認用のモニターは設置されなかった。

### テーマ曲・コーナー別使用音楽
1. 1985年10月7日 - 1987年9月25日：「ANNニュースのテーマ」（松岡直也）
  - 他の『ANNニュース』でもこのテーマ曲に変更。ただし本番組とそれ以外では若干アレンジが異なる。
2. 1987年9月28日 - 1989年1月27日：曲名なし（前田憲男）
  - 週末の『ナイトライン』や『チェック・ザ・ステーション』と共通でテレビの三原色を示す光線が放たれた（後者はテーマ音楽も同じ）のみスタジオ風景が細切れに現れたところでタイトルというCG混在映像が使われていた。
  - この代の途中からスタジオ挨拶のところで日付表示をするようになる。
3. 1989年1月30日 - 1993年4月16日：「Good Evening」（本多俊之）
  - 本バージョンの使用を開始した頃から、オープニング曲・CM前ジングル以外に番組内で使われる音楽もトータルにコーディネートされ始めるようになり、天気予報のBGM、スポーツコーナーのテーマ（「JUMP UP」）なども本多が担当している。
  - 歴代のテーマ曲の中ではこの曲が長く使われている（約4年3か月、作曲者だけでも含めると約7年8か月）。
  - 本多はラジオクラブのメンバーと共に本番組に生出演し、本曲を生演奏している。
  - 1989年発売のベストアルバム「FOOT PRINTS」（東芝EMI、CT32-5427、既に廃盤）収録。
4. 1993年4月19日 - 1996年10月4日：「Harmony」（本多俊之）
  - 曲の一部分は同じ本多が作曲した「Good evening」をアレンジしたものであった。
  - 原曲はピアノ＋オーケストラ（アンサンブル）演奏で、ピアノパートを担当した江黒真理の楽曲として1993年にアルバム・シングル共にCD化されている。
  - 放送時は曜日毎にメロディーパートの楽器が変動した。曜日別メイン楽器は以下の通り。
    - 月曜：ピアノ
    - 火曜：パンフルート（シンセサイザーでの演奏）
    - 水曜：オーボエ
    - 木曜：ギター
    - 金曜：トランペット

  - オープニング映像はアニメーションで、25歳 - 35歳程度の青年が近未来の都会で寝転んだり自然と親しみ余暇を愉しむ様が春夏秋冬季節ごとに4パターン用意された。番組ロゴはアニメーションに含まれず、日付とともに小さく表示された。アニメーション画は吉田秋生。
  - なお提供クレジット、CM入り、エンディングはピアノ演奏バージョンが使われた。
  - 本オープニング開始と同時に番組自体もステレオ放送実施となった。
5. 1996年10月7日 - 1998年5月8日：「36度線」（ASKA）
  - 1995年に制作され、幾度かリリースが検討されることもあったが、結局リリースされることがなく、結果的に番組終了後の2004年8月にCHAGE and ASKAのシングル「36度線 -1995夏-」として再製作されてリリース。
  - ASKAは天気予報のBGM（違う曲）も提供。
  - オープニング映像は、世界の有名な絵画をアニメーション化したもの。数バージョン制作された。
6. 1998年5月11日 - 1999年12月23日：「靴は履いたまま」（ゴスペラーズ）
  - オリジナルバージョンはアルバム『Vol.4』収録。本来歌詞ありの楽曲だが、ニュースステーションで用いられたバージョンは全編スキャットであった。
  - これ以降、オープニング映像の中で日付を表示。
  - オープニングではその日のニュース映像を流し(但し前述の1998年5月11日は久米、真理、白木がスタジオに向かう様子の映像、プロ野球横浜ベイスターズがリーグ優勝を決めた1998年10月8日は玉置宏のコメントからニュース映像になる、前述の1999年8月の4代目セットになった際の久米の説明VTRになるなどの例外あり)、最後にごく短くタイトルCGを表示するという簡素なものとなった。
  - 重大ニュース時（1998年5月28日のパキスタン核実験実施など）は定時開始であっても通常のスキャットバージョンを使用せず、ピアノをベースとしたインストアレンジ版が使われ、スタジオの引きの映像を背景に日付表示から直ぐにタイトルCGが表示された。
  - この曲がオープニングに起用されて3か月ほど経った1998年8月20日、ゴスペラーズがゲスト出演してオープニングで生歌唱。久米と対談も行った。さらに久米が降板していた期間にあたる1999年12月20日にもこの週でテーマ曲としての使用が終わる事から再びゲスト出演し宜嗣と共演。この時は歌詞付きのバージョンをワンコーラス披露し（タイトルの表示順序も異なり先にタイトルCGを表示してから日付を表示した）、エンディングでは「心の愛」も歌唱した。なお、ゴスペラーズはテーマ曲を担当する前の1997年12月25日放送分にも出演していたため、これは都合2・3度目の出演であった。
  - ゴスペラーズはスポーツの楽曲「イントロ'98」も担当しており、 同じくアルバム『Vol.4』に収録されている。
7. 2000年1月4日 - 2002年3月29日： 「NS2000（NEW STREAM 2000）」（福岡ユタカ）
  - オープニングのCG映像は小島淳二が手がけた。サイバースペースを表現したようなフル3DCG映像となり、その日の放送する複数のニュース映像素材をCG映像内のウインドウ部分にデジタル合成しダイジェスト形式で短時間流すとともにカテゴリーや放送予定時間を英文表示するスタイルに変わった。
  - これ以降、オープニングCGの中で放送内容の告知を行う（Char演奏のW杯バージョンを除く）。
  - 2001年ではこの曲のニューバージョンとして「NS2001」が使われた時期もあった（アルバム『Calling -The Latest Best-』収録）。
  - 導入当初は30秒あったが、2000年3月27日のフライングスタート開始時から1フレーズカット（5秒ほど）。
  - 第19回参議院議員通常選挙直前の「SPECIAL WEEK」期間中の午後9時36分からの放送となった2001年7月23日 - 7月27日の間は「STAND UP」（川井憲次）など『機動警察パトレイバー』や『逮捕しちゃうぞ』などのアニメ作品のサウンドトラックを使用した。
  - スポーツ「Trance Zone」 - アルバム『Calling -The Latest Best-』収録
  - ニュースフラッシュ「5scenes from a Dizzy day」 - シングル「NEW STREAM 2000」、アルバム『Y・Voices』収録
  - ニュースフラッシュのBGMに関してはテーマ曲が変わった2002年4月以降も引き続き使われていた。
8. 2002年4月1日 - 2002年6月28日：「A FAIR WIND」（Char）
  - この期間内に、日韓ワールドカップがあり、このテーマ音楽に乗せ、川平慈英のナレーションで1回目からのW杯の歴史を振り返る特別バージョンで、決勝戦とともに終了。なおタイトルと日付はオープニングの最後に上にタイトル下に日付表示という形でまとめて表示された（「NS2000」と「サラバンド」の期間も、シドニーオリンピックの会期中や2003年9月の阪神優勝時などニュース映像から始める際にこのタイトル表示の方式が取られた）
9. 2002年7月1日 - 2003年9月26日：「サラバンド」（サラ・ブライトマン）
  - アルバム『ハレム』、『輝けるディーヴァ 〜ベスト・オブ・サラ・ブライトマン〜』収録（共にフル・ヴァージョン）
  - スポーツ「ハレム」 - アルバム『ハレム』収録
  - オープニング映像は近未来風の世界を彩った映像を使用し、「NS2000」の時と同様にその日の放送する2項目のニュース映像素材を交えてダイジェスト形式で短時間流すものになった。
10. 2003年9月29日 - 2004年3月26日：「Where The Streets Have No Name （約束の地）」（U2）
  - スポーツ「Lady With The Spring Head （スピニング・ヘッド）」、ニュースフラッシュ（「できるだけニュース」）「Discotheque （ディスコティック）」、エンディング「Electrical Storm （エレクトリカル・ストーム）」もU2の楽曲が用いられた。
  - オープニングは東京港の夜景に浮かぶヴァーチャルスクリーンによりその日のニュースの一場面が表示されるというもの。この代ではタイトルが最初に表示され、その日の放送する2項目のニュース映像素材を交えてダイジェスト形式で短時間流してから日付表示される形になった。最後は船のドックに近づくとスタジオの映像に切り替わるが、オープニングに合わせて照明を消して暗い状態で、赤い照明だけが灯されたスタジオをクレーンカメラでパンさせてから他の照明を点灯させて本編へと移る。最終回が近づくと、船のドックに「◯◯times left」（「あと〇〇日」）とカウントダウンが表示されるようになり、最終回ではそれが「FINAL DAY」になっていた。
  - この代のみハイビジョン制作だった。

## 平均視聴率ベスト10
- 数字はビデオリサーチ調べ、関東地区・世帯・リアルタイム。

| 位 | 視聴率 | 放送年月日     | 備考・放送内容                                                            |
| -- | ------ | -------------- | ------------------------------------------------------------------------- |
| 1  | 34.8%  | 1994年10月26日 | 日本シリーズ「西武対巨人」戦終了後                                        |
| 2  | 31.9%  | 1995年10月24日 | 日本シリーズ「ヤクルト対オリックス」戦終了後(1995年の報道番組としては4位) |
| 3  | 30.6%  | 1988年10月19日 | いわゆる｢10.19｣当日。上記を参照                                           |
| 4  | 28.2%  | 1995年4月24日  | オウム真理教・村井（元）幹部刺殺事件発生など                              |
| 5  | 27.6%  | 1995年5月8日   | オウム真理教幹部への単独インタビュー放送など                              |
| 6  | 26.7%  | 1989年6月26日  | 歌手・美空ひばり死去など                                                  |
| 7  | 26.3%  | 1989年2月13日  | リクルート事件でリクルート・江副浩正前会長逮捕など                        |
| 7  | 26.3%  | 1995年3月23日  | 地下鉄サリン事件発生など                                                  |
| 7  | 26.3%  | 1995年4月10日  | オウム真理教幹部各地で逮捕など                                            |
| 7  | 26.3%  | 1995年4月13日  | オウム真理教施設一斉捜索など                                              |

## ネット局
本番組の放送が始まった頃のANN加盟フルネット局はキー局のテレビ朝日を含めて12局だった。クロスネット加盟である福井県の福井放送（放送開始後の1989年4月加盟）と、宮崎県のテレビ宮崎は、その関係上NNN（日本テレビ系）の夜の最終ニュース『NNNきょうの出来事（現：news zero）』などを放送していた。その他、ANNフルネット局が出現するまでANNに加盟していたクロスネット局に、ネットしていた局はなかった（報道特番等の臨時ネットは除く）。しかし、久米は系列局が都市部に限られていることから「NHKのように全国に配慮した全方位型ではなく、都市生活者に向けたニュース番組にできる」と前向きに捉えていた。
ANNは、テレビ放送ネットワークとしては他の放送系列よりも系列局の設置などにはばかるほどの起伏に当たるばかりになってしまい、その後、日本テレビとフジテレビの人気番組の勢いが優位的になると、各地のローカル局は人気ネット番組の整理に追われるようになる。1989年の熊本朝日放送（KAB）の開局を皮切りに、テレビ朝日はそれまで進んでいなかった全国ネットワーク構築を再展開。それまで他系列とのクロスネットを組んでたローカル局ともネット関係をほぼ断ち切るようになり、フルネット24局体制を『ニュースステーション』の放送期間中に完成させ、「ニュースステーション」は、北海道から沖縄までテレビ朝日の放送が視聴できる体制づくりにも貢献した。
なお、番組中に系列局発のローカルニュースを挿入する部分が一貫してなかったため、各系列局の最終版ローカルニュースは、本番組の放送終了後か、深夜枠に回されていた。この方針は『報道ステーション』でも同じである。
| 放送対象地域  | 放送局名                 | 系列           | 放送時間       | 放送開始・備考                                                     |
| ------------- | ------------------------ | -------------- | -------------- | ------------------------------------------------------------------ |
| 関東広域圏    | テレビ朝日（ANB→EX）     | テレビ朝日系列 | 放送時間を参照 | 制作局、 2003年9月まではANB                                        |
| 北海道        | 北海道テレビ放送（HTB）  | テレビ朝日系列 | 放送時間を参照 | 番組開始から                                                       |
| 青森県        | 青森朝日放送（ABA）      | テレビ朝日系列 | 放送時間を参照 | 1991年10月1日開局から                                              |
| 岩手県        | 岩手朝日テレビ（IAT）    | テレビ朝日系列 | 放送時間を参照 | 1996年10月開局から                                                 |
| 宮城県        | 東日本放送（KHB）        | テレビ朝日系列 | 放送時間を参照 | 番組開始から                                                       |
| 秋田県        | 秋田朝日放送（AAB）      | テレビ朝日系列 | 放送時間を参照 | 1992年10月開局から                                                 |
| 山形県        | 山形テレビ（YTS）        | テレビ朝日系列 | 放送時間を参照 | ANNに再加盟しANNのフルネット局となった1993年4月1日から             |
| 福島県        | 福島放送（KFB）          | テレビ朝日系列 | 放送時間を参照 | 番組開始から                                                       |
| 新潟県        | 新潟テレビ21（NT21）     | テレビ朝日系列 | 放送時間を参照 | 番組開始から                                                       |
| 長野県        | 長野朝日放送（abn）      | テレビ朝日系列 | 放送時間を参照 | 1991年4月1日開局から                                               |
| 静岡県        | 静岡朝日テレビ（SATV）   | テレビ朝日系列 | 放送時間を参照 | 番組開始から(1993年9月までは静岡県民放送(静岡けんみんテレビ・SKT)) |
| 石川県        | 北陸朝日放送（HAB）      | テレビ朝日系列 | 放送時間を参照 | 1991年10月開局から                                                 |
| 中京広域圏    | 名古屋テレビ（NBN）      | テレビ朝日系列 | 放送時間を参照 | 番組開始から                                                       |
| 近畿広域圏    | 朝日放送（ABC）          | テレビ朝日系列 | 放送時間を参照 | 番組開始から(現:朝日放送テレビ)                                    |
| 広島県        | 広島ホームテレビ（HOME） | テレビ朝日系列 | 放送時間を参照 | 番組開始から                                                       |
| 山口県        | 山口朝日放送（yab）      | テレビ朝日系列 | 放送時間を参照 | 1993年10月開局から                                                 |
| 香川県 岡山県 | 瀬戸内海放送（KSB）      | テレビ朝日系列 | 放送時間を参照 | 番組開始から                                                       |
| 愛媛県        | 愛媛朝日テレビ（eat）    | テレビ朝日系列 | 放送時間を参照 | 1995年4月開局から                                                  |
| 福岡県        | 九州朝日放送（KBC）      | テレビ朝日系列 | 放送時間を参照 | 番組開始から                                                       |
| 長崎県        | 長崎文化放送（NCC）      | テレビ朝日系列 | 放送時間を参照 | 1990年4月開局から                                                  |
| 熊本県        | 熊本朝日放送（KAB）      | テレビ朝日系列 | 放送時間を参照 | 1989年10月開局から                                                 |
| 大分県        | 大分朝日放送（OAB）      | テレビ朝日系列 | 放送時間を参照 | 1993年10月開局から                                                 |
| 鹿児島県      | 鹿児島放送（KKB）        | テレビ朝日系列 | 放送時間を参照 | 番組開始から                                                       |
| 沖縄県        | 琉球朝日放送（QAB）      | テレビ朝日系列 | 放送時間を参照 | 1995年10月開局から                                                 |

※1991年1月の湾岸戦争や1993年1月19日の皇太子妃雅子の婚約など、山形放送（YBC）が数回60分間のみネットしている。

## 関連番組
- ミュージックステーション

『Nステ』開始から1年後の1986年10月24日から毎週金曜20時台→21時台に放送されている関口宏→タモリが司会を務める音楽番組。番組タイトルに「ステーション」を持つ『Nステ』の派生番組。初代のタイトルロゴは『Nステ』の初代のタイトルロゴと似たデザインだった。
- 選挙ステーション

国政選挙の開票速報番組。1986年7月の衆参同日選挙から2003年11月の第43回衆議院議員総選挙まで『Nステ』の特別番組として放送された。
- チェック・ザ・ステーション

1987年10月4日から1988年4月3日まで、日曜午前11時台に放送された。渡辺みなみが司会を務め、若林正人が経済解説をした。テーマ曲も当時の『Nステ』と同じであり、「金曜チェック」の再放送が目玉の一つだった。
- ニュースシャトル

ニュースステーション＝駅・根拠地に対して「シャトル＝定期便」とした、かつて放送された平日夕方時間帯のニュース。週末ランキングコーナー（後に「はなきんデータランド」として独立）が有名。
- 600ステーション・530ステーション・ステーションEYE

「ステーション」ブランドを採用した、かつて放送されていた夕方のニュース。600ステーションと530ステーションのロゴの「ステーション」の部分はニュースステーションと同じであった。
- がん戦争

番組開始前の1983年より2004年まで『水曜スペシャル』等の特番枠で不定期放送してきた、久米宏司会による癌患者とその周辺に密着したドキュメンタリーシリーズ。
- ドキュメント天皇崩御 昭和から平成へ

「平成」改元が行われた1989年1月8日（日曜）12時から2時間にわたって放送された報道特別番組。久米宏と小宮悦子が司会を務め、『Nステ』のスタジオセット（ただし背景は昼の風景）から放送した。
- ニュースチャレンジステーション

1996年と1997年に放送された『熱血27時間!!炎のチャレンジ宣言』の番組内ニュースコーナー。通常編成における『ANNニュース』の代用的位置付けであり、1996年放映版は『Nステ』のタイトルロゴをアレンジしたものだった。キャスターはタレントの雛形あきこと高井正憲（当時テレビ朝日アナウンサー）。
- 報道ステーション

本番組の後継番組。『Nステ』とは別番組の位置付けではあるが、『Nステ』の制作手法などの名残りを受け継いでいる。
- JNNニュース22プライムタイム・JNNニュースデスク'88・'89

『Nステ』に対抗して、TBS系列で1987年10月〜1989年9月にかけて平日22時台に放送されていた報道番組。結果としてこの試みは失敗に終わり、2年で22時台のニュース番組から撤退。当番組には後述の筑紫哲也にもメインキャスター出演の打診をしていたが、この時は実現していない。
- 筑紫哲也 NEWS23・NEWS23

TBS系列で平日23時台に放送されている報道番組。上記番組終了後の1989年10月2日より放送開始。『Nステ』同様平日最終版のニュース番組の概念を大きく変えた番組。同時間帯で何かと比較された。また、久米宏と初代キャスターの筑紫哲也は双方とも早稲田大学の出身、かつプロ野球「広島東洋カープのファン」でもあった。ちなみに、双方の古巣は久米宏はTBS、筑紫哲也は朝日新聞社であった。また、渡辺真理もTBSアナウンサー時代、この番組に出演していた。
- NHKニュース10

『ニュースステーションに対抗する報道番組』を作ってほしい、という自由民主党の意向を受けたNHK幹部から声が挙がって、海老沢勝二会長時代に放送開始。視聴率では『Nステ』に負けていた。2006年4月から『ニュースウオッチ9』に改題リニューアルの上、21時台に枠移動した。